# História do Grêmio Foot-Ball Porto Alegrense
O Grêmio Foot-Ball Porto Alegrense (conhecido apenas por Grêmio e cujo acrônimo é FBPA) é um clube de futebol brasileiro da cidade de Porto Alegre,  no Rio Grande do Sul, fundado em 15 de setembro de 1903 por Candido Dias da Silva. É considerado um dos maiores clubes do Brasil e da América do Sul. Suas cores são azul, preto e branco. O clube tem como alcunhas Imortal Tricolor, Tricolor dos Pampas, Tricolor Gaúcho, Rei de Copas e Clube de Todos, devido ao seu histórico especialmente vitorioso em competições de mata-mata.

## 1903-1936 – Fundação e era amadora

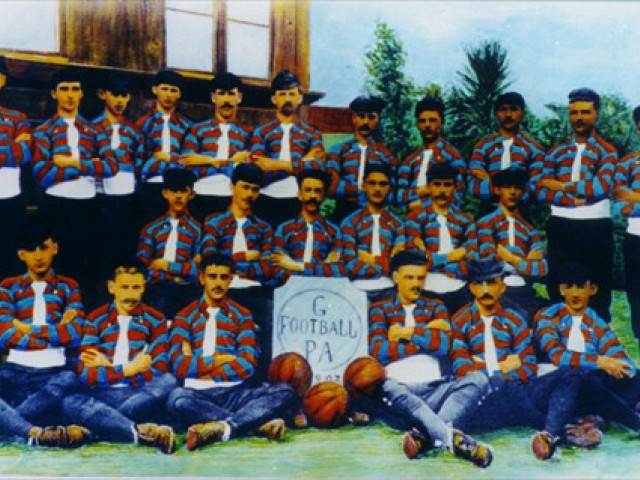
Foto do primeiro time gremista, em dezembro de 1903

No feriado de 7 de setembro, em 1903, o Sport Clube Rio Grande realizou uma partida de demonstração em Porto Alegre, que lotou a "arquibancada" de um campo improvisado, até que a bola murchou. Após o esvaziamento da bola da partida, o paulista Candido Dias da Silva, um comerciante sorocabano, emprestou a pelota que trazia. Em troca do favor, ele recebeu lições de como se fundar um clube de futebol; oito dias depois, trinta e dois homens se reuniram no Salão Grau, restaurante de um hotel da rua 15 de Novembro (atual Rua José Montauri), no Centro de Porto Alegre e fundaram o Grêmio Foot-Ball Porto Alegrense.
A primeira sede oficial do clube foi declarada como sendo na Rua Santa Catarina, número 47 (atual rua Dr. Flores, no centro de Porto Alegre). Carlos Luiz Bohrer foi nomeado presidente. No dia 30 de setembro, as cores do clube foram decididas: as camisetas seriam havana e azul listradas horizontalmente com uma faixa branca na cintura, calções e meias pretas. À época, também definiram-se outros acessórios já obsoletos, como gravatas (na cor branca) e boné.
O primeiro jogo do recém fundado clube ocorreu em 6 de março de 1904, contra o FussBall Club Porto Alegre, fundado no mesmo dia que o Grêmio. Em uma jornada dupla (dois jogos na mesma tarde), o Grêmio garantiu as suas duas primeiras vitórias, vencendo ambas por 1 a 0. Em 20 de julho de 1904, o uniforme foi mudado para um modelo metade azul metade preto.

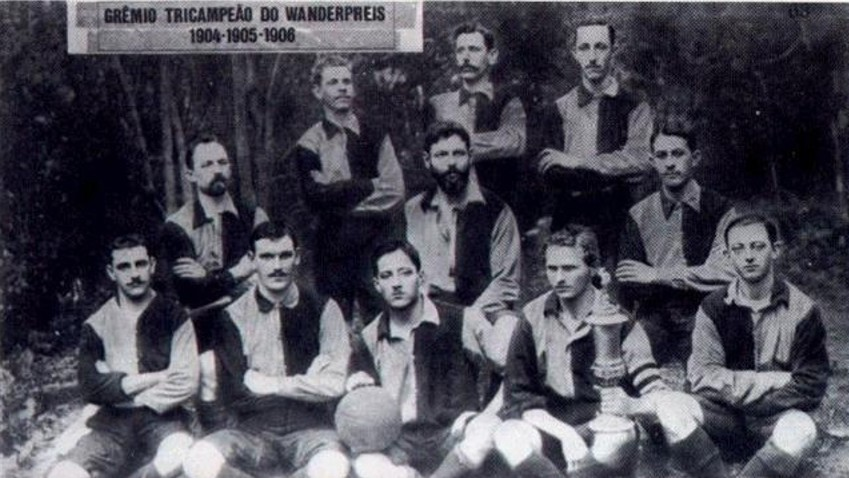
Foto dos jogadores do Grêmio em 1904, com uniformes nas cores preto e azul

Sem estádio, os treinos nos anos inicias eram realizados na várzea do Gravataí (local do atual Aeroporto Salgado Filho), na várzea da Redenção, perto da Gruta da Glória, no Morro da Polícia e no bairro Floresta.
Em 1904, a direção resolveu construir um estádio próprio. O local escolhido ficava no bairro Moinhos de Vento, próximo do Prado da Independência e do clube Tiro Alemão (onde atualmente localiza-se o clube Caixeiros Viajantes). A área pertencia a Hemetério Mostardeiro (família que possuía a maior parte das terras da região e dava nome informal ao local: Mato Mostardeiro), herdada de seu pai, Antônio José Gonçalves Mostardeiro.
Tradicionalmente, era um local frequentado por famílias ricas da Capital. Com um empréstimo junto ao Brasilianische Bank Für Deutschland, o clube comprou a propriedade dos Mostardeiro por dez contos de réis. O jogo de inauguração ocorreu em agosto de 1904 entre duas formações do próprio clube. Em abril de 1911, após vender títulos a sócios por cinquenta mil-réis, o Grêmio comprou mais uma quadra dos Mostardeiro e expandiu o "Fortim da Baixada"; o novo pavilhão, apelidado de Pombal, ficou pronto em outubro de 1912. Em 1918, este pavilhão foi reformado e tornou-se a primeira sede própria do clube.

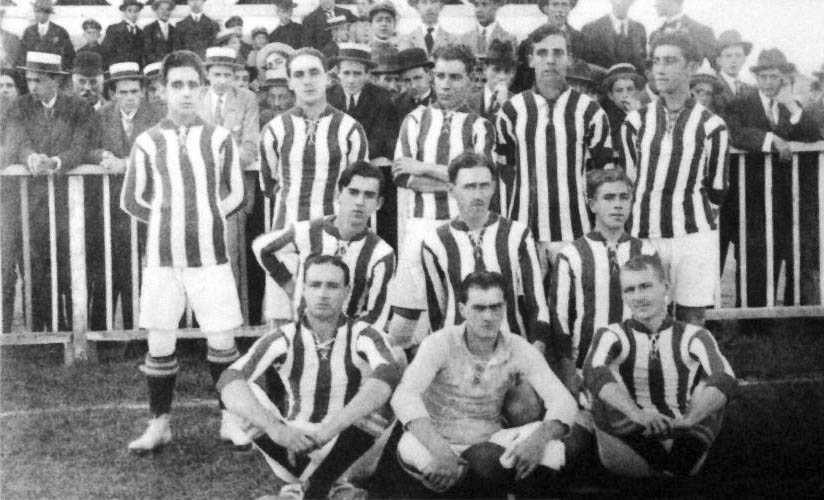
Equipe de 1917: (cima) Carneiro, Berdehegaray, Rodríguez, Jorge Py, Scalco. (meio): Dorival, Hanssen, Chiquinho. (em baixo): Garibotti, Kunz, Mohrdieck.

A primeira competição disputada foi a Taça Wanderpreiss, com a primeira edição em 6 de março de 1904, vencido pelo Grêmio contra o Fussball Club Porto Alegre.
A tradição, portanto, começou a se criar. Alguns anos depois, em 18 de julho de 1909, o primeiro jogo contra o Sport Club Internacional, que mais tarde se tornaria o seu arquirrival, foi disputado, com vitória de 10 a 0 para os tricolores. No ano seguinte, foi criada a 1ª Liga de Clubes de Porto Alegre, por ideia vinda do Grêmio. Posteriormente, foi realizado o Campeonato Citadino de Porto Alegre, o qual o Tricolor venceu ininterruptamente de 1911 a 1915. Mesmo amador, o clube já jogava contra equipes de outros estados, ou até mesmo países. De acordo com os registros do Memorial Hermínio Bittencourt, em 1913 o primeiro negro, Antunes, atuou pela equipe.

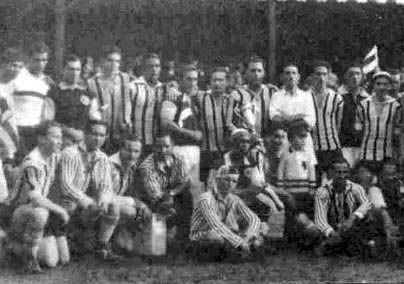
O Grêmio campeão do Campeonato Gaúcho de Futebol de 1931, novamente sobre o Guarani de Alegrete. Este foi o 4° título do Campeonato Gaúcho.

Na década seguinte, a hegemonia do clube continuou. O pentacampeonato metropolitano (1919-1923) e o título de três Campeonatos Gaúchos (1921/22 e 1926), competição esta criada em 1920.Os anos 1930 continuaram dando ânimo ao desenvolvimento do Grêmio. Conquistas como o tetracampeonato de Porto Alegre (1930-1933) e o bicampeonato gaúcho (1931/32).
O auge de tal era foi 1935, com o famoso Grenal Farroupilha, nome dado, na verdade, ao campeonato citadino inteiro, por ocasião do centenário da Revolução Farroupilha. Ao ganhar do tradicional rival, o Tricolor sagrou-se campeão. Esta foi a última partida de Eurico Lara, que havia começado a jogar pelo clube em 1920, transformando-se em uma lenda do clube. Portanto, tal época proveu ao clube tanto títulos quanto o início da sua tradição e respeito.

## 1937-1953 – O profissionalismo no clube

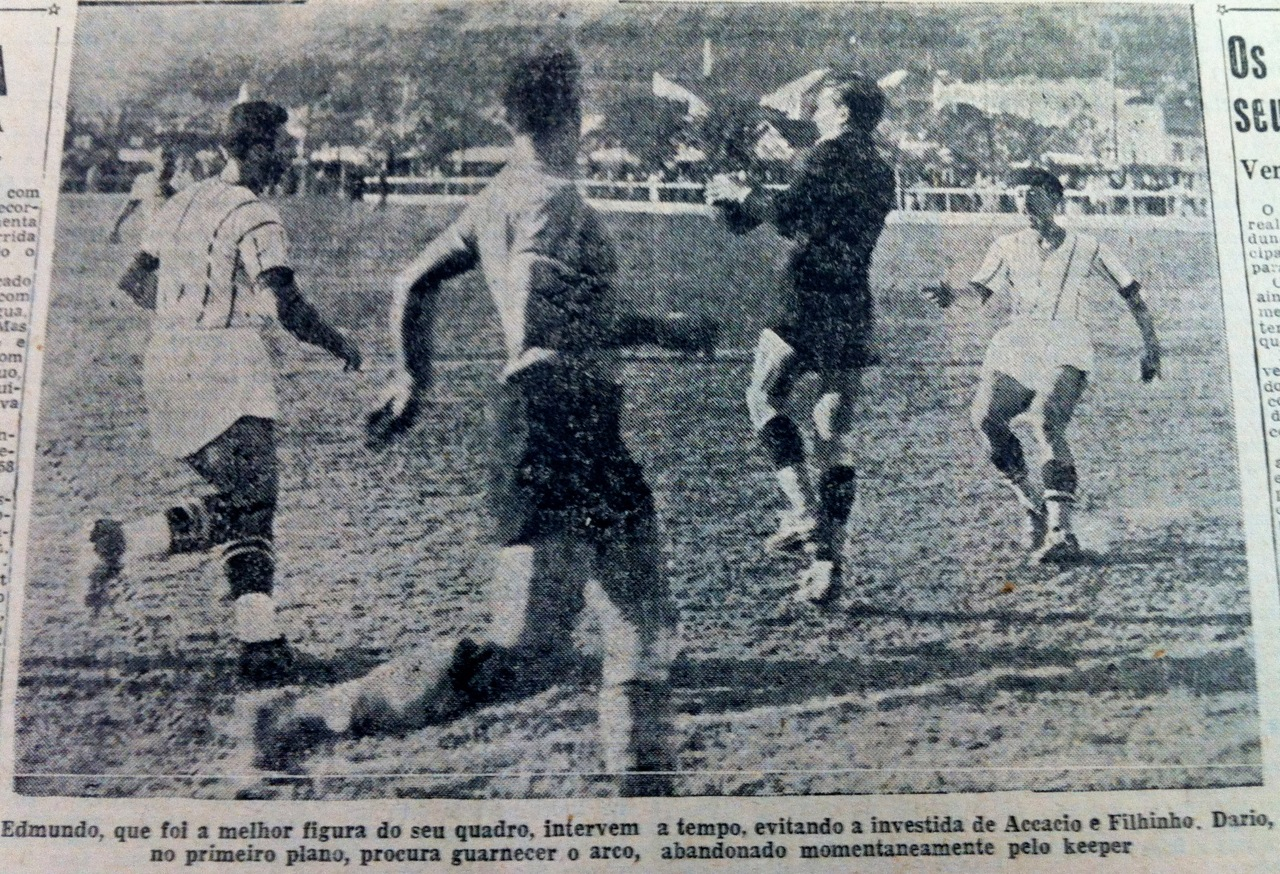
Partida entre o Força e Luz e Grêmio pelo Campeonato Citadino de Porto Alegre de 1940.

Após uma onda de profissionalizações do futebol na América do Sul, no início da década de 1930, o Rio Grande do Sul resolveu também migrar para esse novo modo de gerenciar o futebol. No ano de 1937, foi criada no estado a Especializada, departamento profissional filiado à Federação Brasileira de Futebol. Esta fez um campeonato metropolitano não relacionado com o antigo citadino, realizado pelo Federação Rio-Grandense de Desportos (atual Federação Gaúcha de Futebol), que era filiada à Confederação Brasileira de Desportos. Até 1939, mesmo ganhando os três metropolitanos, o Grêmio não se classificou para o Campeonato Gaúcho, por causa de tal divergência, é dirimida nos anos 1940. Com a criação do Conselho
Nacional de Desportos, o profissionalismo foi oficialmente adotado pelo Tricolor.
No final de 1949, o Grêmio realizou a primeira temporada no exterior de um time gaúcho ao ir para a América Central. No ano seguinte, já pensando em construir um novo estádio, visto que a Baixada estava se tornando insuficiente para o clube, foi realizado um concurso para escolher uma proposta de estádio. No dia 8 de janeiro de 1951, foi escolhida a proposição de Plínio Oliveira Almeida, Naum Turquenitch e Edison Ribeiro.
Em 1952, o Grêmio contratou Tesourinha. O jogador veio do Vasco. Contudo, na década de 1910, já havia jogadores afro-descendentes no clube: Antunes (1912), Adão Lima (de 1925 a 1935), Hélio e Mário Carioca (ambos na década de 1940) e Hermes da Conceição (1947 a 1950), já haviam jogado no Tricolor, anteriormente.
Em 1953 e 1954, o Grêmio fez a sua segunda excursão internacional (desta vez pelo México), Equador e Colômbia. Em abril de 1953, foi iniciada, finalizada apenas em 1954. Telêmaco Frazão de Lima era o treinador.

## 1954-1980 – A inauguração do Olímpico e o hepta gaúcho

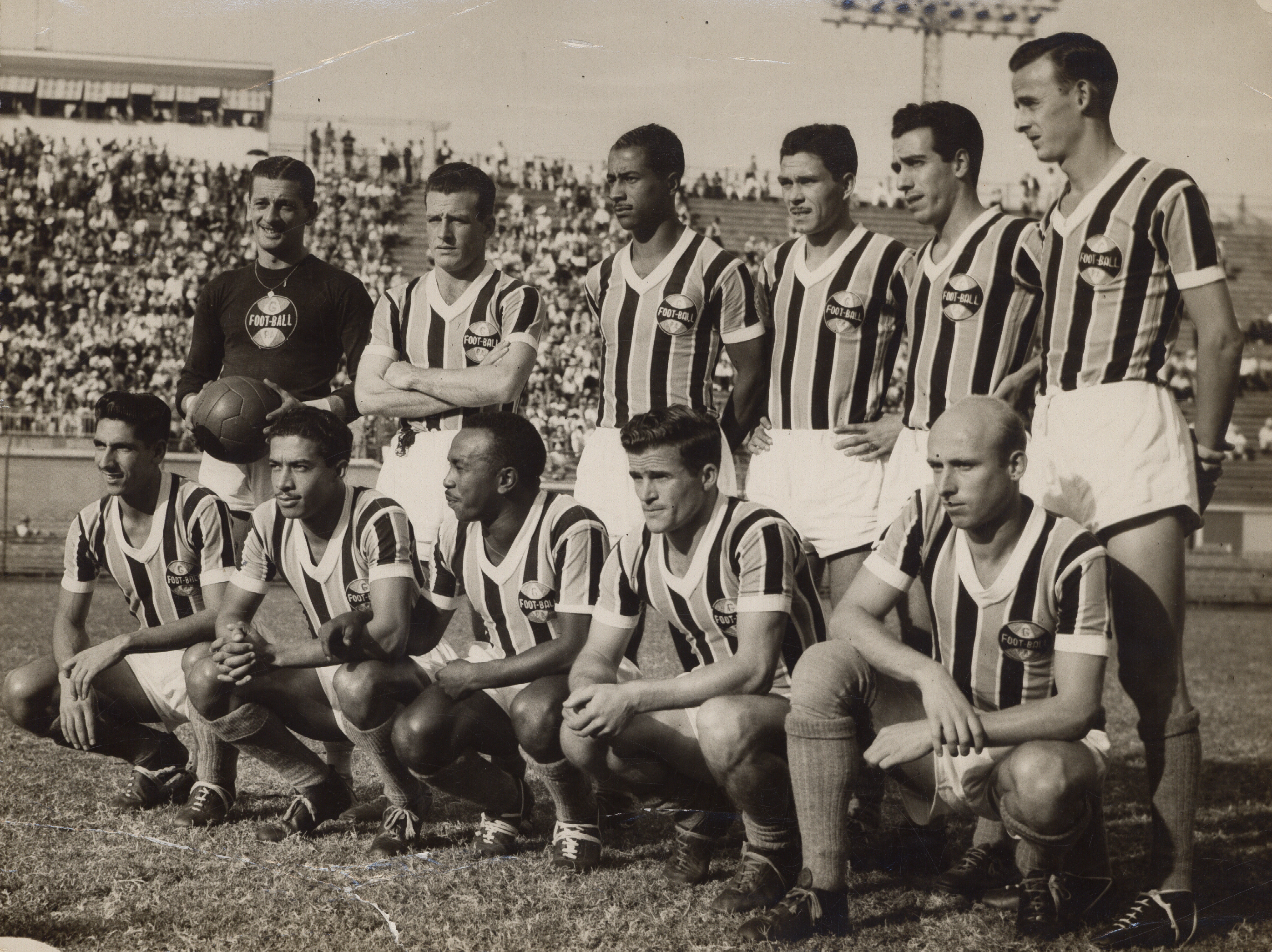
Equipe do Grêmio de 1950. Liderados pelo atacante Detefon, no ano anterior a equipe já havia conquistado o Campeonato Gaúcho de 1949. Mais tarde neste mesmo ano, esta equipe venceria o Flamengo pelo placar de 3 a 1, no que seria a primeira vitória de um time de fora do Rio no Maracanã.

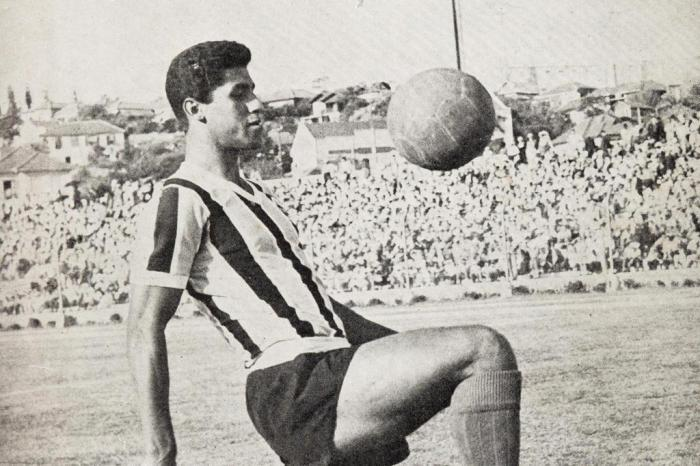
Airton Ferreira da Silva, conhecido como "Airton Pavilhão", zagueiro histórico do clube. Foi hendecampeão (11 vezes) do Campeonato Gaúcho (1956, 1957, 1958, 1959, 1960, 1962, 1963, 1964, 1965, 1966 e 1967). Jogador também foi convocado para a Seleção Brasileira entre 1960 e 1964.

Em 19 de setembro de 1954, o Grêmio inaugurou o seu maior projeto desde a sua fundação: o Estádio Olímpico. Com capacidade para 38 mil pessoas, ele tinha um só anel. No jogo de inauguração, o Grêmio venceu o Nacional, de Montevidéu por 2 a 0. O presidente, na época era Saturnino Vanzelotti.
Nos anos seguintes, o Grêmio disputou treze campeonatos e venceu doze. Conquistou o pentacampeonato Gaúcho e Metropolitano (1956-1960) e o heptacampeonato Gaúcho (1962-1968), sendo esta a maior sequência de títulos do Gauchão do clube. No Gauchão de 1956, bateu o Pelotas; nos anos seguintes, venceu na final o Bagé, o Guarany de Bagé e o Clube Esportivo Aimoré, respectivamente. O Campeonato de 1960 foi decidido em jogos entre quatro equipes (Grêmio, Pelotas, 14 de Julho e Nacional).
O Tricolor também participou da Taça Brasil, que reunia os campeões estaduais, em quase todos estes anos, tendo sido três vezes semifinalista (1959, 1963 e 1967). Também jogou o Torneio Roberto Gomes Pedrosa, e atingiu seu ponto máximo em 1967, quando chegou ao quadrangular final, mas acabou ficando em quarto lugar. Esta época também deu ao clube o  título do Campeonato Sul-Brasileiro de 1962, de forma invicta. Seguindo a onda iniciada no estado pelo Cruzeiro, de Porto Alegre, que havia excursionado à Europa em 1953, o Tricolor também foi ao Velho Continente, em 1961 e 1962.
Em 1970, o Grêmio teve a primeira convocação de um jogador para a Seleção Brasileira em ano de título mundial. Everaldo foi convocado para o escrete e ganhou uma estrela na bandeira do tricolor. Após o início da década de 1970 contar com domínio do adversário em relação aos Campeonatos Gaúchos, o Grêmio conseguiu, em 1977, reverter a situação e voltar a ser campeão do estado, 9 anos após seu último título desse tipo. O Tricolor venceu o Internacional na final por 1 a 0, com gol de André Catimba e ficou com a taça. Este fato é tido como uma retomada do Grêmio, que culminou em grandes conquistas na década de 1980.

## 1981-1982 – Prenúncio de conquistas
Os anos 1980 começaram bem para o Grêmio. Já em 1980, o time foi campeão do Gauchão. No Campeonato Brasileiro, uma sexta colocação foi conseguida, aquém, porém, dos melhores desempenhos na década passada (quinta em 1973 e 1974). No âmbito de patrimônio, o Estádio Olímpico foi ampliado e se tornou o "Olímpico Monumental", vista a grandeza da construção. O presidente na época era Hélio Dourado.
Em 1981, apesar de não ganhar o torneio estadual, o Grêmio teve o seu melhor ano desde a sua fundação: conquistou o Brasileirão, que contava, então, com quarenta e quatro times. A final foi em um jogo emblemático contra o São Paulo, no Estádio do Morumbi, em que o Grêmio fez 1 a 0, com um gol de Baltazar. A partir daí, o Grêmio iniciou uma época de ascensão.

## 1983-1990 – A conquista do Mundial e títulos nacionais inéditos

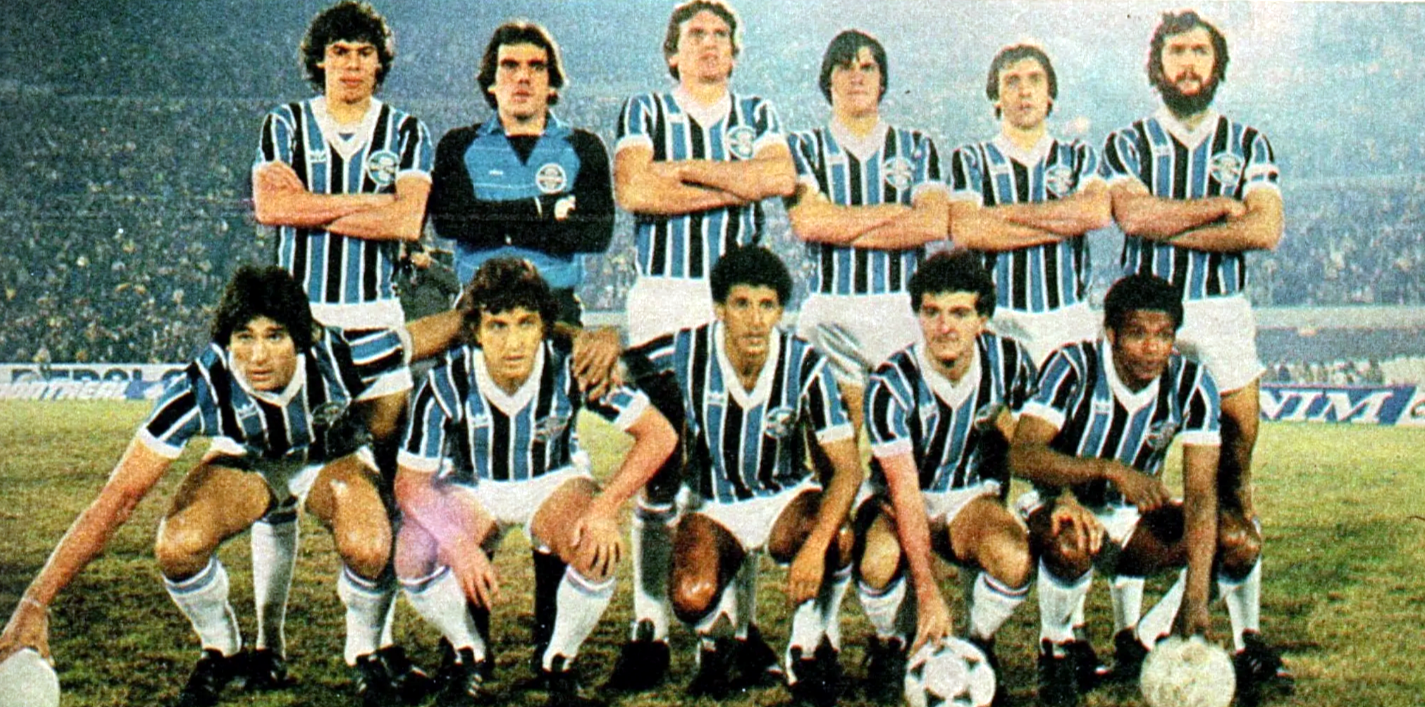
Final da Copa Libertadores da América de 1983, primeira partida contra o Peñarol em Montevidéu. Escalação: Mazarópi, Jorge Baidek, Hugo de León, Paulo Roberto, China, Casemiro, Renato Portaluppi, Osvaldo, Caio, Tita, Tarciso.

No ano de 1982, foi vice-campeão brasileiro, perdendo para o Flamengo na final, que só foi decidida em um jogo-desempate. Na sua primeira participação na Copa Libertadores da América, o time acabou sendo eliminado na primeira fase, mas ganhou experiência para a próxima Libertadores, a ser disputada no ano seguinte.

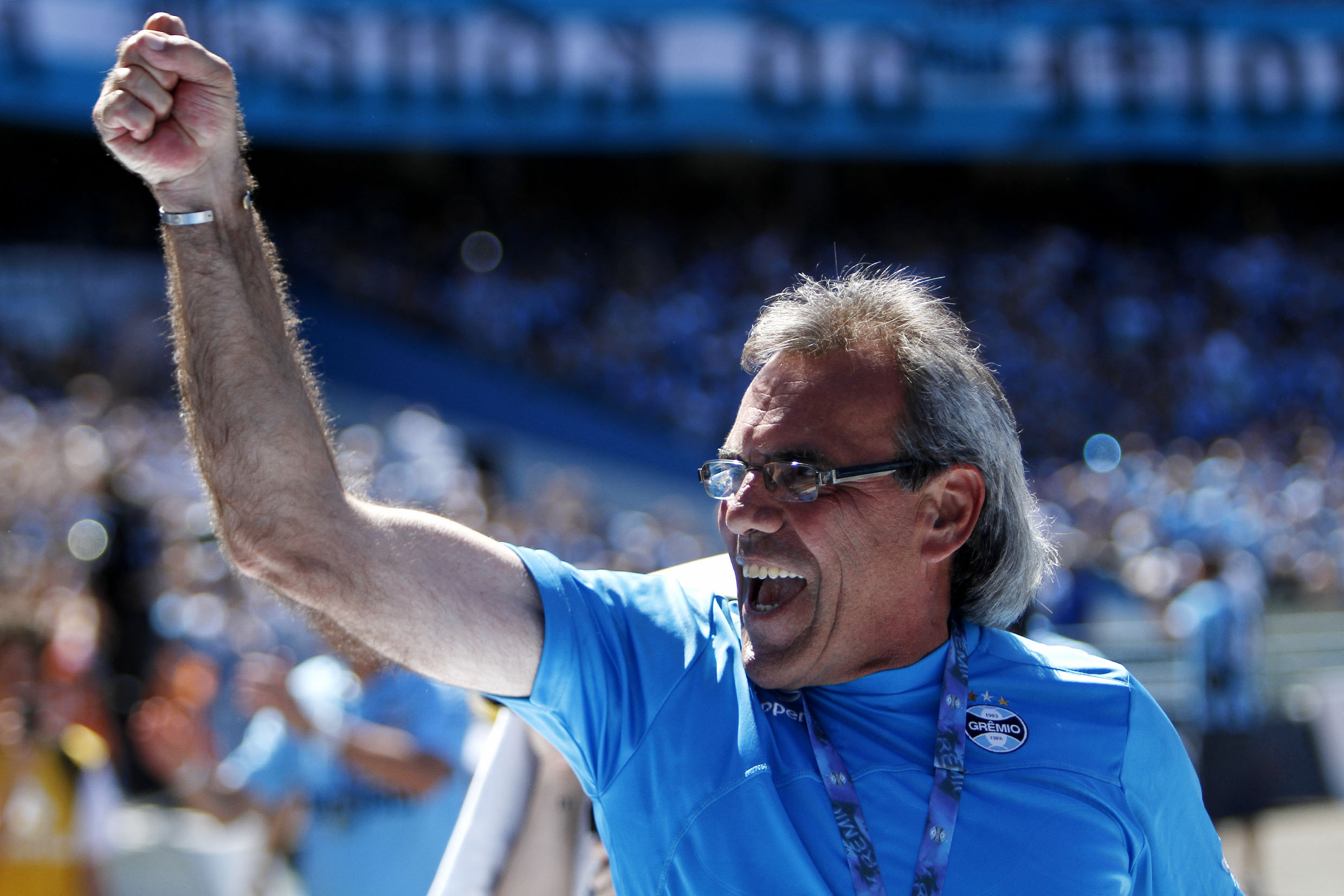
Mazarópi foi goleiro titular na vitoriosa década de 1980 e se tornando um dos jogadores mais vitoriosos do clube. Conquistou na época seis Campeonatos Gaúchos (1985, 1986, 1987, 1988, 1989 e 1990), a Copa Libertadores da América e a Copa Intercontinental de 1983, a Copa do Brasil de Futebol de 1989 e a Supercopa do Brasil de 1990.

Pode-se afirmar que, em termos de títulos, 1983 foi o melhor ano da história do clube. Neste espaço de tempo, venceu a Taça Libertadores e a Copa Intercontinental (Mundial de Clubes), títulos inéditos para o Rio Grande do Sul. A primeira conquista foi feita em etapas: na primeira fase, o Tricolor foi campeão de seu grupo e "se vingou" (por causa do Brasileirão do ano anterior) do Flamengo, que não se classificou; na segunda fase, o time disputou um triangular com o Estudiantes de La Plata (com quem jogou a Batalha de La Plata, em que o time se viu obrigado a ceder o empate ao adversário depois de estar vencendo por 3 a 1, pela falta de condições de segurança) e com o América de Cáli; vencido o grupo anterior, a final estava desenhada contra o Peñarol, que foi batido por 3 a 2 no placar agregado (1 a 1 e 2 a 1), com destaque para as atuações de Tita (que marcou o gol em Montevidéu), César (que fez o gol decisivo em Porto Alegre) e Renato Portaluppi (que cruzou para o gol de César).

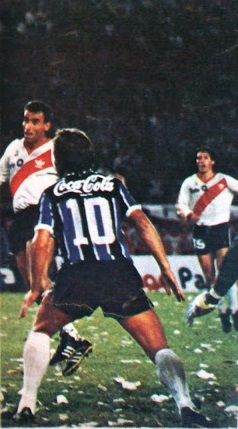
Quartas-de-final da Supercopa Libertadores entre Grêmio e River Plate em 1988. Na imagem, Paulo Afonso Bonamigo com a camisa 10 marcando os jogadores do clube argentino.

Com a vitória na Libertadores, o Grêmio se classificou para disputar o Mundial de Clubes em Tóquio, contra o Hamburgo, que havia ganhado a Copa Europeia (antecessora da Liga dos Campeões da UEFA), vencendo a Juventus na final. Priorizando, obviamente, o Mundial, a equipe acabou ficando na terceira colocação do Gauchão daquele ano. O dia da grande partida da história do clube foi 11 de dezembro de 1983, e o local era o Estádio Olímpico de Tóquio. Após sair vencendo com um gol de Renato Portaluppi, o Tricolor cedeu o empate aos alemães nos minutos finais. O jogo, então, foi para a prorrogação. No tempo extra brilhou a estrela de Portaluppi, que, aos três minutos marcou o gol. Como não era morte súbita, o time ainda sustentou o resultado até o final do jogo e comemorou o título, o maior do clube. Renato, o herói do jogo, foi eleito o melhor em campo.[carece de fontes?] O Grêmio se tornava o primeiro time gaúcho Campeão do Mundo reconhecido pela FIFA. 

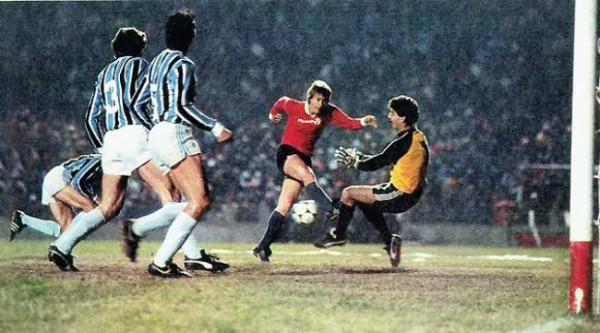
Final da Copa Libertadores da América de 1984, o Grêmio esteve perto de conquistar o bi-campeonato mas não conseguiu superar o Independiente na final.

Em Porto Alegre, a torcida comemorou em êxtase. Na volta para casa, o Grêmio ainda venceu a Los Angeles Cup, na cidade de Los Angeles, nos Estados Unidos, ao ganhar do América do México nos pênaltis (4 a 3) após empate de 2 a 2. Ao chegar em Porto Alegre, a delegação dos campeões desfilou pelas ruas em um carro de bombeiros.
Em 1984, o Grêmio não repetiu o ano anterior por detalhe. Após chegar novamente à final da Libertadores, foi derrotado pelo Independiente, pelo placar agregado de 1 a 0 (0 a 1 em casa e 0 a 0 fora). Contudo, o clube foi hexacampeão gaúcho (1985-1990).
O título deu uma visibilidade enorme para o clube, que foi convidado para participar de vários torneios no exterior. Alguns dos mais importantes vencidos pelo time foram: o Troféu Palma de Mallorca (Espanha) e a Copa Rotterdan (Países Baixos), em 1985; e o bicampeonato da Copa Phillips (Países Baixos e Suíça) em 1986 e 1987. O clube já participava de torneios no estrangeiro, visto que ganhou a Copa El Salvador del Mundo (El Salvador) e o Troféu Ciudad de Valladolid (Valladolid), ambos em 1981. Pode-se destacar também as campanhas do clube gremista na Supercopa Libertadores de 1988 e de 1989, onde foram alcançadas as quartas-de-final e o 3° lugar respectivamente. Esta seria a base do time que venceria a primeira edição da Copa do Brasil de 1989. O título tricolor veio de forma invicta. Foram ao total dez partidas, oito vitórias e dois empates, 26 gols marcados e apenas quatro sofridos. Durante a campanha fortes adversários como o Bahia (campeão brasileiro do ano anterior em cima do Internacional) e o Flamengo (com direito a goleada histórica de 6 a 1 no Olímpico após empatar em 2 a 2 no Maracanã). A final foi disputada diante do Sport Club do Recife, que eliminou o Goiás na semifinal. Como obteve a melhor campanha, o Grêmio decidiu a final no Olímpico. O primeiro confronto ocorreu dia 26 de agosto, na cidade de Recife. O empate em 0 a 0 deixou os torcedores apreensivos para o jogo da volta. Caso o Sport obtivesse a vantagem do empate com gols no jogo de volta, ficaria com o título. Mais de 60 mil torcedores foram ao Olímpico no dia 2 de setembro. E aos 8 minutos de jogo, Nando cruzou na área, a zaga adversária não conseguiu afastar e Assis pegou o rebote para fazer 1 a 0. Aos 31 minutos, Aílton cobrou escanteio, Mazaropi tentou cortar e acabou empurrando a bola para dentro do gol: 1 a 1. Mesmo com a falha, o goleiro teve o nome gritado pela torcida. O gol do título foi marcado no segundo tempo. Aos 6 minutos, Luís Eduardo cruzou na área, a bola passou por Lino e encontrou Cuca, que de perna esquerda venceu o goleiro Rafael e decretou a vitória por 2 a 1. Festa da torcida no Olímpico e taça inédita para o Grêmio.
No mesmo ano, a CBF bateu o martelo e instituiu a criação de uma nova competição nacional, para colocar o campeão da Copa do Brasil contra o campeão da Campeonato Brasileiro em jogos ida e volta, nos moldes da Supercopa da Espanha. O Grêmio participou da primeira edição da competição em 1990, como campeão da Copa do Brasil de 1989, naquela que seria a primeira edição do torneio. O rival do título foi o Vasco da Gama, que foi o campeão do Campeonato Brasileiro de 1989. Devido a ausência de datas possíveis, a disputa pelo título foi decidida nos dois jogos da Copa Libertadores da América de 1990. Essa competição foi interrompida em 1992, retornando apenas 28 anos depois em 2020.

## 1991-2002 – Rebaixamento e conquista da Libertadores
Em 1991, o Grêmio chegou pela segunda vez à final da Copa do Brasil, tendo sido derrotado pelo Criciúma, equipe treinada por Luiz Felipe Scolari, que ainda nesta década se consagraria como um dos maiores técnicos da história do Tricolor Gaúcho. Porém, neste mesmo ano, o Tricolor foi rebaixado pela 1ª vez à segunda divisão do Campeonato Brasileiro.

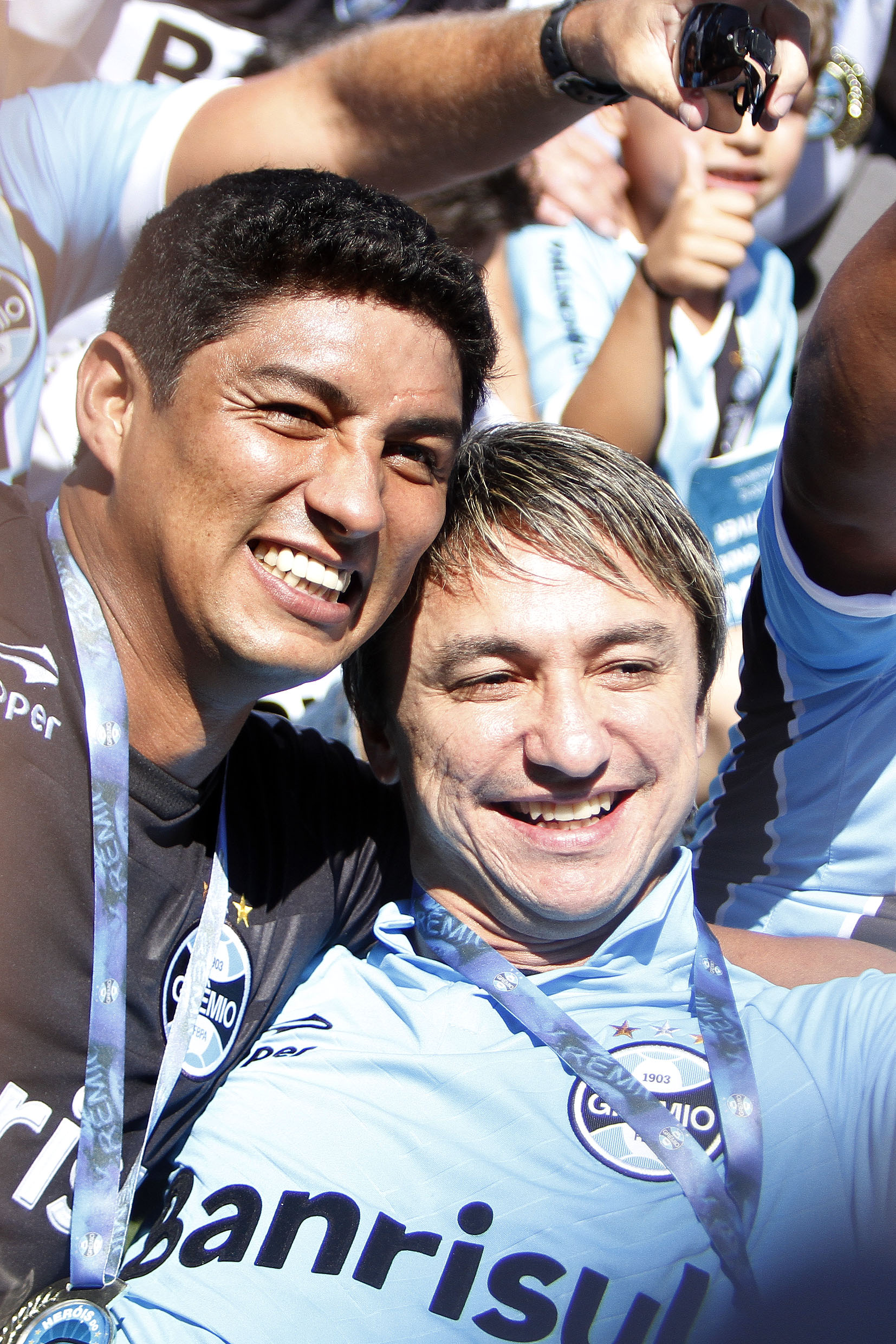
Jardel e Paulo Nunes foram os principais destaques da década de 1990. Ambos conquistaram dois Campeonatos Gaúchos (1995 e 1996), uma Copa Libertadores da América e uma Recopa Sul-Americana. Paulo Nunes também conquistou o Campeonato Brasileiro de Futebol de 1996 e a Copa do Brasil de 1997.

Em 1993, o Tricolor voltou a vencer o Campeonato Gaúcho, que não conquistava desde 1990. Nesse mesmo ano, Luiz Felipe Scolari, que já tivera uma passagem pelo clube, em 1987, foi contratado como treinador. Também em 1993, o time voltou à final de um campeonato nacional e foi vice-campeão da Copa do Brasil. No ano seguinte, o time de Felipão não deixou o título escapar, ao vencer o Ceará na final. O título deu direito ao clube de disputar a Copa Libertadores de 1995. O time não disputava tal competição desde 1990, mas, mesmo algum tempo depois de disputá-la pela última vez, foi muito bem.
O time de Felipão contava com o ataque de Paulo Nunes e Jardel e Danrlei no gol, três dos principais jogadores do clube. Mesmo assim, não tinha um grande plantel, mas foi avançando na competição. O ponto alto, antes da final, foram os jogos contra o Palmeiras, pelas quartas de final: em Porto Alegre, 5 a 0 para os gaúchos e em São Paulo, 5 a 1 para os paulistas. O adversário nas semi-finais foi o Emelec: em Guayaquil, empate de 0 a 0 e em Porto Alegre, 2 a 0 para os gaúchos. Na final, o adversário foi o Atlético Nacional, da Colômbia. Com uma vitória de 3 a 1 em casa e empate de 1 a 1 fora, o título ficou com os brasileiros. Também em 1995, o Grêmio conquistou o Copa Sanwa Bank.

Classificado para a Copa Intercontinental de 1995 contra o Ajax, o time empatou por 0 a 0 contra os neerlandeses, mas perdeu nos pênaltis por 4 a 3.

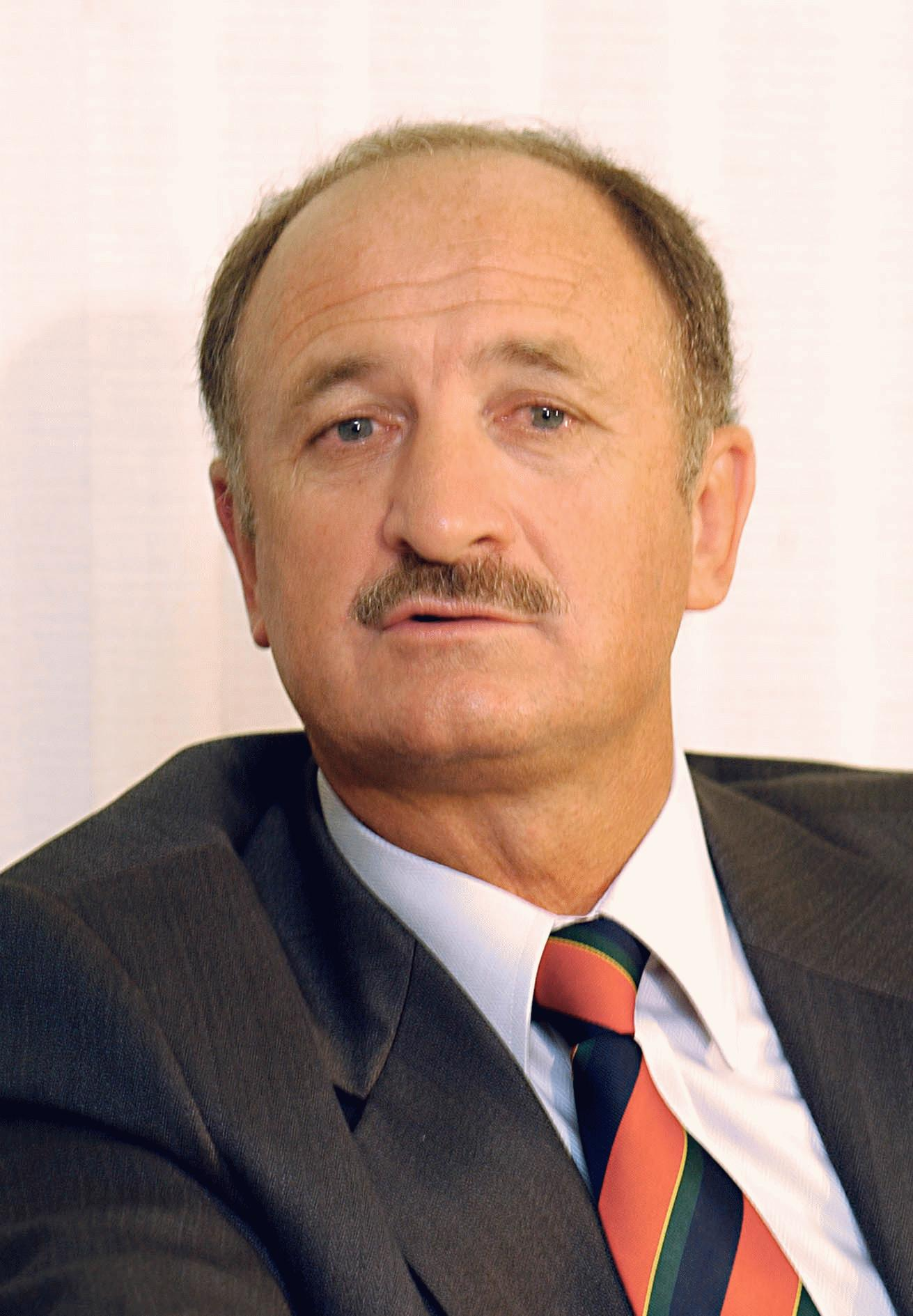
Felipão, conquistou a Libertadores de 1995 e foi vice-campeão intercontinental em 1995.

Entretanto, já no ano seguinte, o clube deu mais uma conquista a sua torcida: o segundo Campeonato Brasileiro, conquistado após derrota em São Paulo contra a Portuguesa de Desportos por 2 a 0 e vitória pelo mesmo placar em Porto Alegre, com um gol de Ailton, nos minutos finais de partida. Também em 1996, o Tricolor venceu a Recopa Sul-Americana, ganhando do Independiente por 4 a 1. No ano seguinte, o título mais importante foi a Copa do Brasil, vencida contra o Flamengo (0 a 0 em casa e 2 a 2 fora).
Em 1999, as conquistas foram a Copa Sul e o Campeonato Gaúcho.
No ano de 2000, a direção do clube, então com o presidente José Alberto Guerreiro, firmou um contrato com  empresa suíça ISL. A empresa bancaria contratações para o Grêmio, pagando o salário dos jogadores.
Com essa parceria, o clube trouxe jogadores como Amato, Astrada, Paulo Nunes e Zinho. Os três primeiros foram pagos pela empresa suíça com três cheques em nome do Grêmio, que chegavam a 500 mil reais, mas os clubes donos de seus passes não receberam o dinheiro, que foi desviado. Após a falência da ISL, foi constado que o Grêmio estava quebrado, visto que teria que pagar por custos que antes a empresa parceira arcava.
Em 2001 o clube venceu a Copa do Brasil em final disputada contra o Corinthians (2 a 2 em casa e 3 a 1 fora) e se tornando tetracampeão do torneio.
Na Libertadores de 2002, a equipe novamente chegou às semifinais, mas caiu diante do Olimpia, nos pênaltis por 5 a 4.

## 2003-2004 – Segundo rebaixamento
No ano de seu centenário, em 2003, o Grêmio escapou do descenso apenas na última rodada, com uma vitória sobre o Corinthians, por 3 a 0. A partir desse ano, o Grêmio enfrentou o auge de sua crise financeira. Por causa da situação deixada pela ISL e pelas administrações passadas, o clube acabou atingindo uma situação insustentável.
O Tricolor acabou devendo em encargos trabalhistas para jogadores, funcionários e para clubes. Em 2004, com pouco dinheiro em caixa e uma dívida de 101,7 milhões, o time novamente foi montado sem dinheiro e saiu fraco.
No Campeonato Brasileiro, conseguiu vencer apenas nove jogos, entre quarenta e seis possíveis e foi rebaixado à Série B pela segunda vez. As dívidas contraídas pelo clube são tidas como fator capital para o rebaixamento do clube.

## 2005-2008 – Volta à Série A e vices

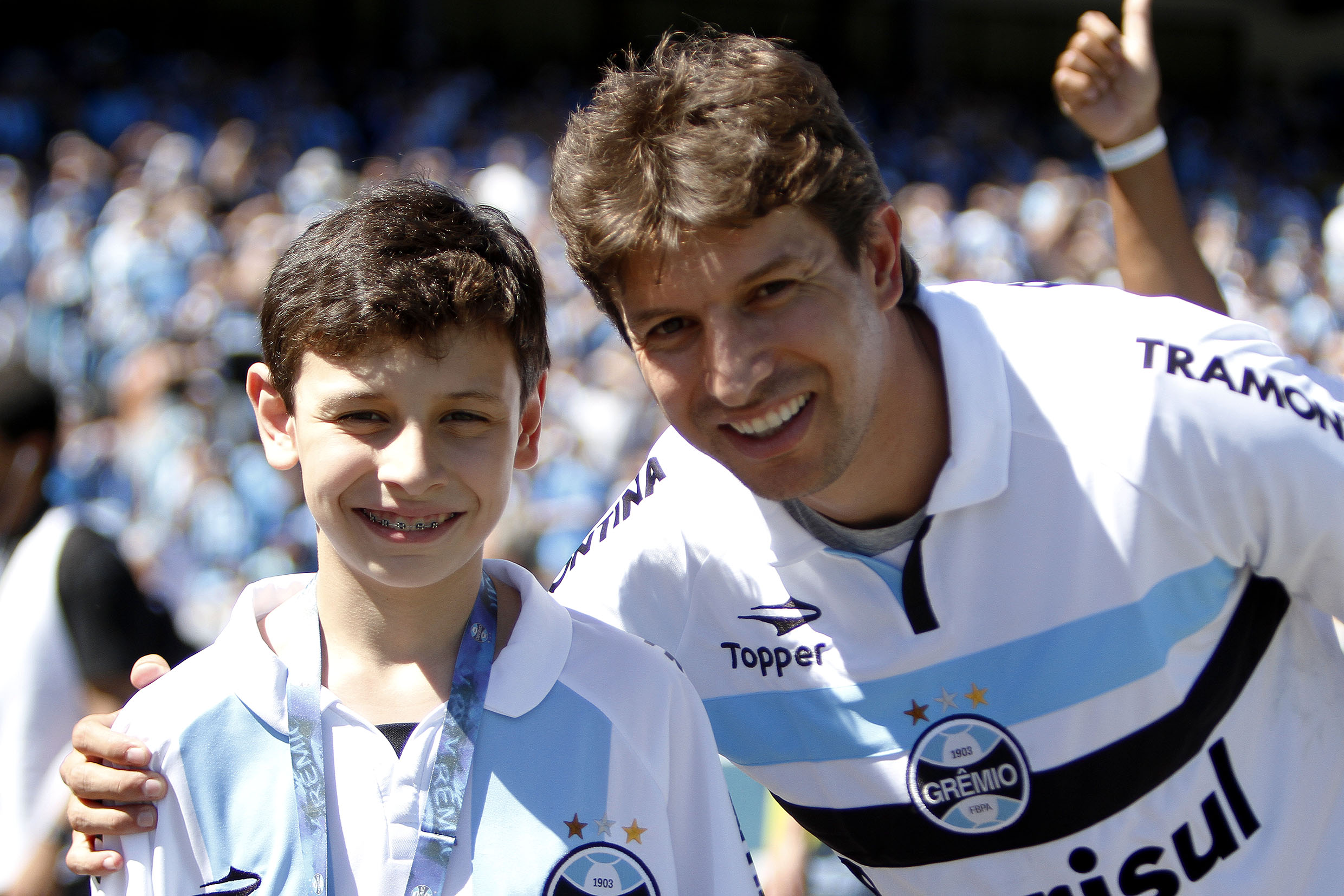
Tcheco foi camisa 10 e capitão na partida entre Grêmio vs. Boca Juniors pela final da Copa Libertadores de 2007.

Em 2005, ainda sem dinheiro em caixa, o Grêmio continuava em situação quase falimentar. A dívida ascendia a 108 milhões, sendo 56 milhões a curto prazo. Paulo Odone havia assumido a presidência do clube em lugar de Flávio Obino, cujo mandato acabara no ano anterior. Para tentar contornar a situação, o Hugo De León, ídolo do clube foi contratado como treinador. No Campeonato Gaúcho, o time foi mal. Para tentar inverter a situação, Mano Menezes foi contratado para o lugar do uruguaio.
Na Série B, o time foi mal no início, mas se classificou entre os oito primeiros e conseguiu disputar o quadrangular final. Nesta fase da competição, desperdiçou chances de ganhar da Portuguesa de Desportos e do Santa Cruz. A ascensão teve de ser decidida contra o Náutico, no Estádio dos Aflitos, em Recife. Depois de ter dois pênaltis marcados contra (desperdiçados pelo adversário) e quatro jogadores expulsos, o Tricolor, ainda assim, conseguiu marcar o gol do título, feito por Anderson. Desse modo , o time conseguiu a subida novamente à Série A, no jogo que ficou conhecido como A Batalha dos Aflitos.
De volta ao convívio dos grandes em 2006, o Grêmio reconquistou a hegemonia no Rio Grande do Sul ao conquistar seu trigésimo-quarto Campeonato Gaúcho após dois empates (0 a 0 e 1 a 1) que deram o título ao Grêmio por causa do gol qualificado. No Campeonato Brasileiro de 2006, o time surpreendeu e chegou em terceiro, após um início irregular conseguiu organizar o time, se classificando para a Libertadores do ano seguinte. Em 2007, o Grêmio foi bicampeão gaúcho. Na Copa Libertadores 2007, o time chegou até a final, mas foi derrotado pelo Boca Juniors (3 a 0 fora e 0 a 2 em casa). No Campeonato Brasileiro de 2007, o sexto lugar foi a colocação final.
Em 2008, a equipe teve um início de ano conturbado. Vágner Mancini, recém contratado para substituir Mano Menezes, foi demitido do clube com seis jogos disputados e nenhuma derrota. Celso Roth foi contratado para ocupar a sua função. Após as eliminações do Campeonato Gaúcho e Copa do Brasil, pelo Juventude e Atlético Goianiense, respectivamente, uma grande parte da torcida pediu a demissão do treinador. O diretor de futebol, Paulo Pelaipe, que estava no clube desde 2005, quando o clube subiu, acabou saindo da direção por causa dessa pressão. Apesar disso, o novo diretor de futebol, André Krieger deixou Roth no clube. Desse modo, o técnico levou o time ao vice-campeonato do Campeonato Brasileiro, um feito considerável, já que o treinador era desacreditado. Assim, a torcida acabou virando para o lado de Roth. A classificação final no Brasileirão rendeu ao Grêmio a classificação à Libertadores 2009.

## 2009-2012 – Irregularidades e despedida do Olímpico
Duda Kroeff, filho do patrono do clube, Fernando Kroeff, assumiu como presidente em 2009 após eleição realizada no ano anterior. Ele venceu Antônio Vicente Martins, candidato da situação. Após mais uma derrota em em Grenal, o técnico Celso Roth foi demitido. Marcelo Rospide, assumiu o cargo de treinador interinamente, até a chegada de Paulo Autuori, no fim de maio.

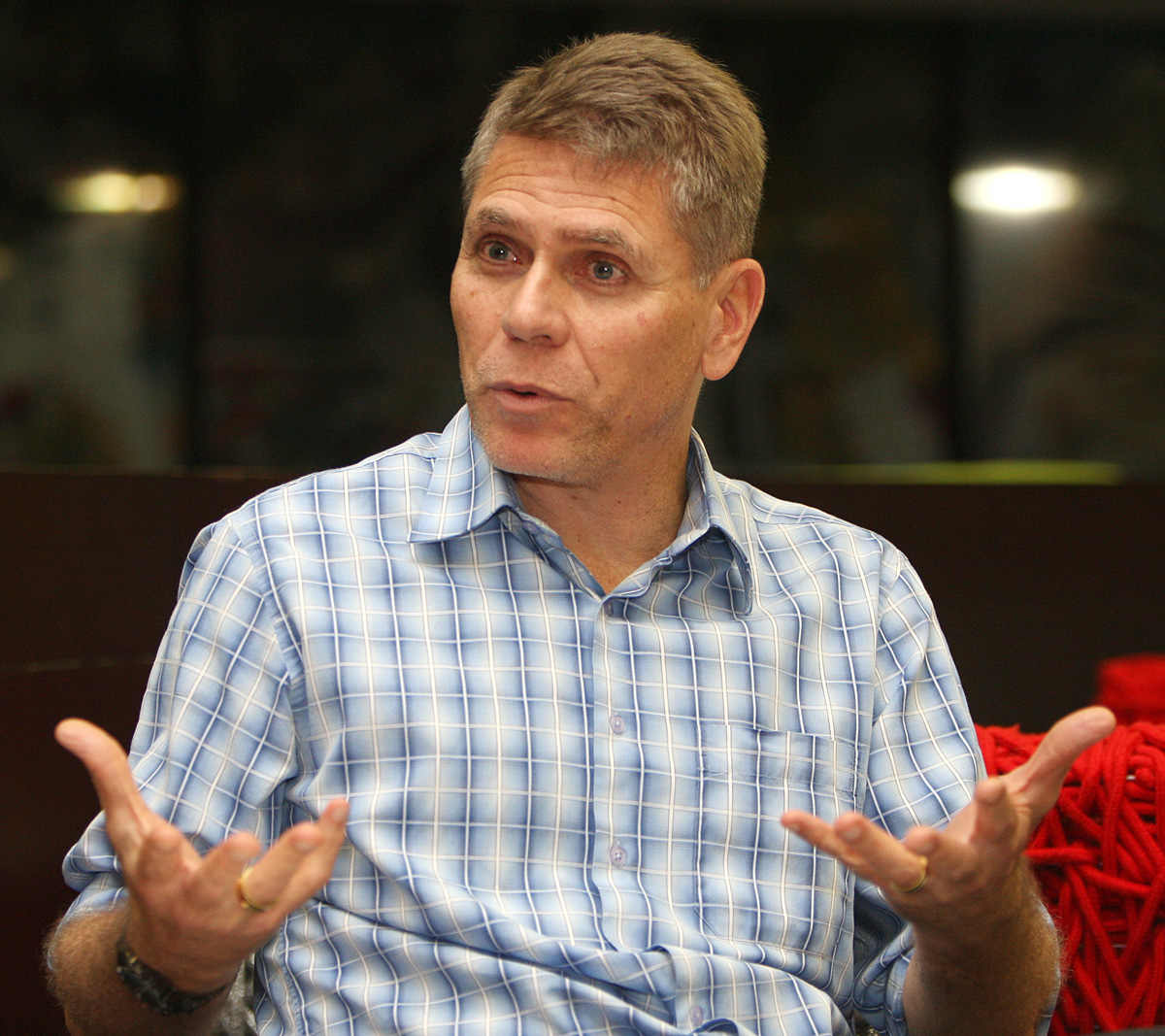
Paulo Autuori foi o treinador da equipe na Libertadores 2009.

O time acabou eliminado da Copa Libertadores de 2009, nas semifinais, ao perder pelo placar agregado de 5 a 3 (3 a 1 fora e 2 a 2 em casa) para o Cruzeiro. No intervalo de agosto de 2008 e julho de 2009, segundo o ranking da IFFHS, o Grêmio na nona colocação do ranking de clubes do mundo, sendo o melhor brasileiro e segundo melhor sul-americano, atrás somente do Estudiantes de La Plata, então campeão da Copa Libertadores.

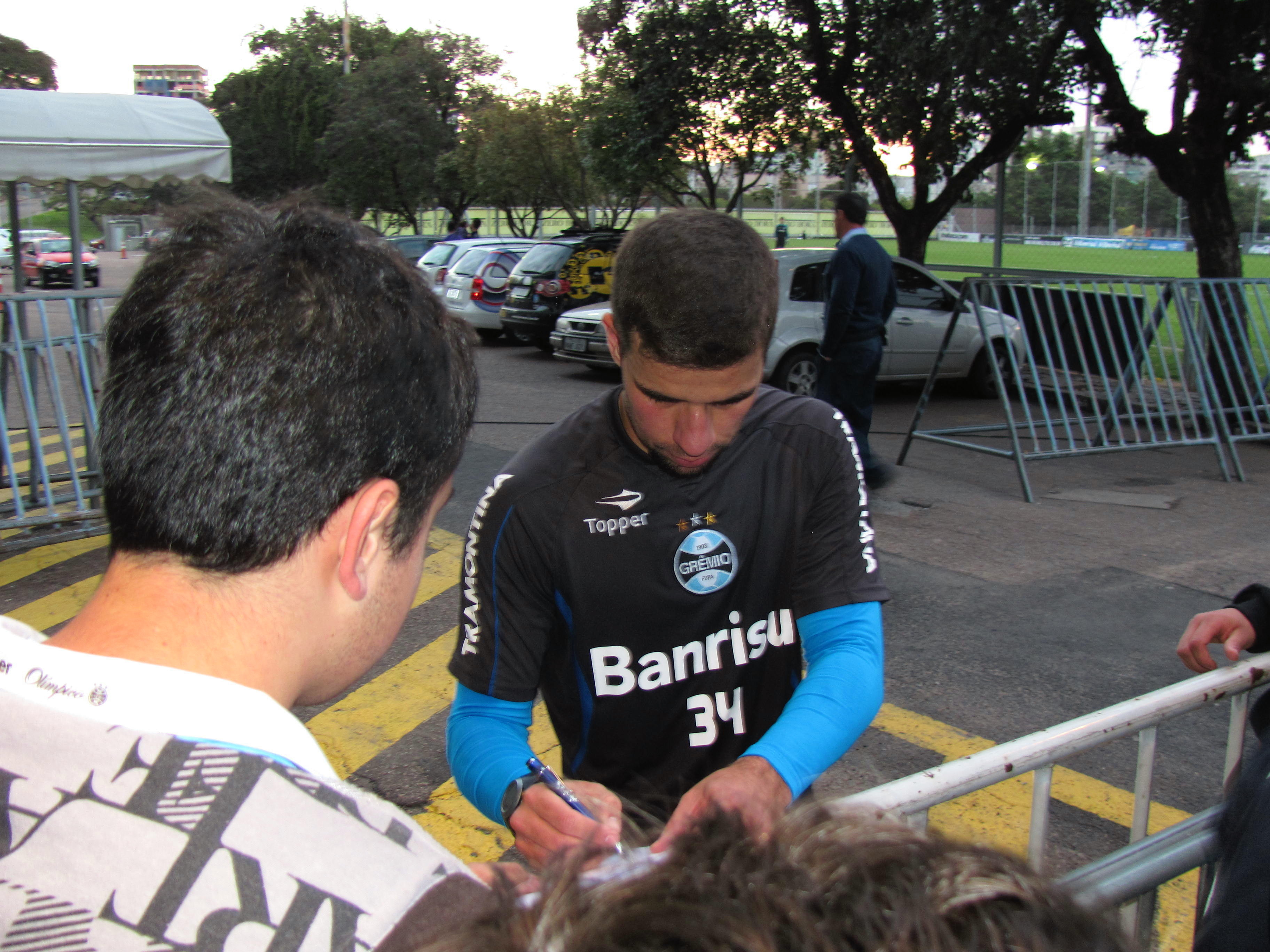
André Lima foi contratado em 21 de junho de 2010, e mais tarde seria o autor do primeiro gol na Arena do Grêmio.

O final de 2009 também marcou a despedida do capitão Tcheco. O jogador esteve no Grêmio entre 2006 e 2009 e foi um dos destaques desde a volta do time à Série A. Com 182 jogos pelo Grêmio, marcou 43 gols e conquistou dois Campeonatos Gaúchos (2006 e 2007), além de um Vice-campeonato da Libertadores e um Vice-campeonato do Campeonato Brasileiro. Ganhou pelo Grêmio também títulos individuais como 2º melhor meio-campista direito do Campeonato Brasileiro de 2008 e a Bola de Prata da Revista Placar em 2008. Sua despedida foi em 29 de novembro contra o Grêmio Barueri no Estádio Olímpico. o Grêmio venceu a partida por 4 a 2.
No Campeonato Brasileiro, o clube terminou com um modesto 8º lugar, mas conseguiu fazer um feito inédito na era dos pontos corridos terminando o campeonato com uma campanha invicta em casa. Na rodada final, o Flamengo derrotou o Grêmio no estádio do Maracanã por dois a um e ficou com o título da competição. O Internacional, além de São Paulo e Palmeiras, teria chances de ganhar o campeonato caso o Tricolor vencesse. Ao término da partida, Duda Kroeff anunciou que Silas seria o treinador do clube na próxima temporada. O presidente do clube também oficializou a contratação de Paulo Paixão para o cargo de preparador físico.
Em 2010 o calendário do clube previa quatro competições: o Campeonato Gaúcho, a Copa do Brasil, o Campeonato Brasileiro e a Copa Sul-Americana. No dia 17 de janeiro, o treinador Silas estreou pela equipe. O resultado foi uma vitória de virada por 3 a 2 sobre o Pelotas, no Estádio Boca do Lobo. Nessa mesma partida, Henrique Ferdinando, Leandro e Borges fizeram seu primeiro jogo pelo clube.
O clube venceu o primeiro turno do Campeonato Gaúcho de 2010 (Taça Fernando Carvalho) ao derrotar o Novo Hamburgo por 1 a 0, no estádio Olímpico Monumental. O time de 2010 comandado por Silas superou uma marca da temporada 1979, em que a equipe era comandada por técnico Orlando Fantoni. O clube venceu quinze vezes consecutivas em competições oficiais. A série começou na vitória de 5 a 1 contra o Universidade, em 7 de fevereiro, pelo Campeonato Gaúcho e terminou na derrota para o Pelotas por 2 a 1, válida pela Taça Fábio Koff, em 8 de abril, o segundo turno da mesma competição. Esta derrota provocou-lhe a eliminação na Taça Fábio Koff (segundo turno do Campeonato Gaúcho).

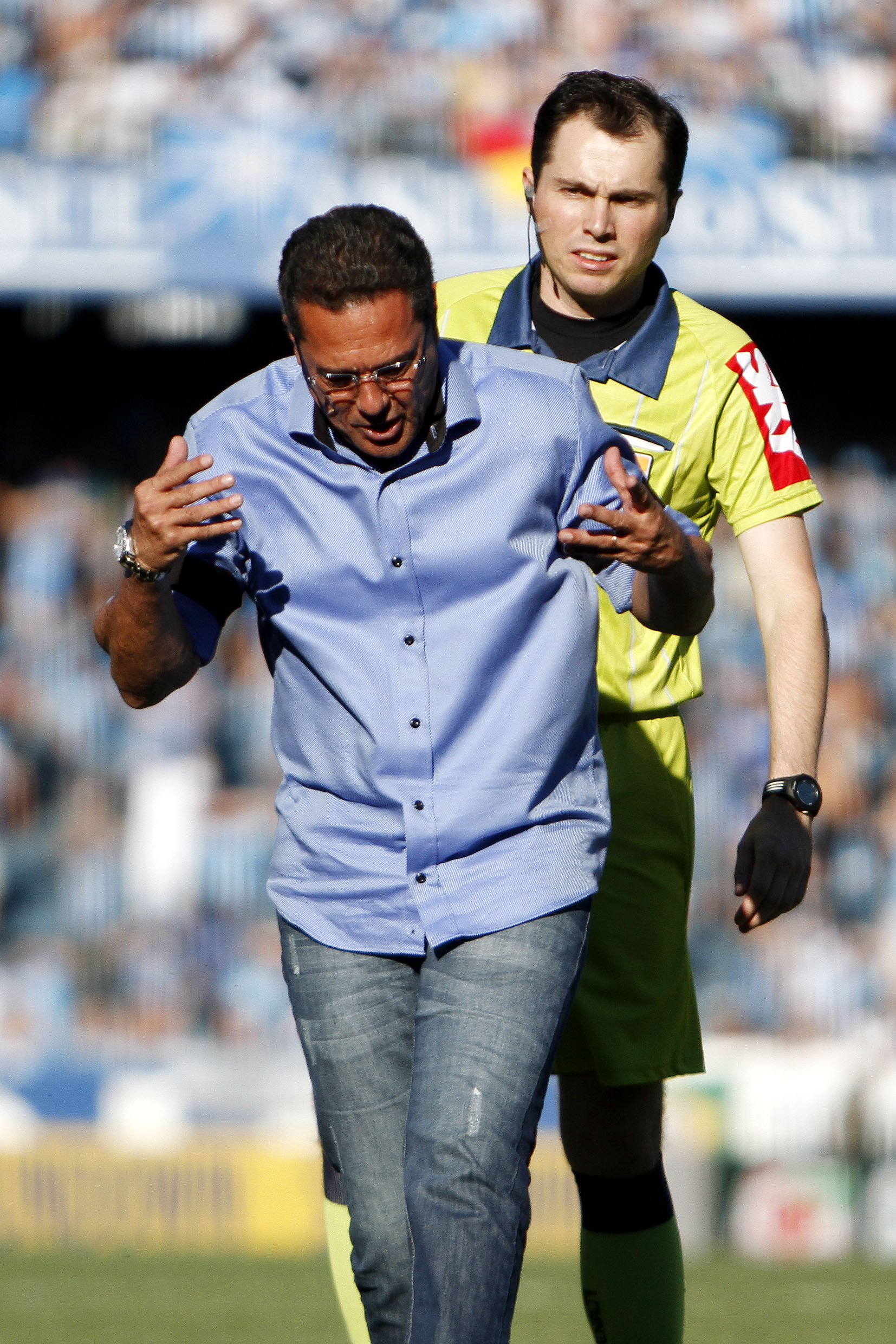
Vanderlei Luxemburgo foi treinador entre os anos 2012 e 2013.

Na final do Campeonato Gaúcho, contra o Internacional, campeão do segundo turno, o Grêmio venceu o primeiro jogo por 2 a 0 no Estádio Beira-Rio e perdeu por 1 a 0 no Olímpico; com o resultado agregado, o Tricolor foi campeão do estado. Foi o 36º título da competição conquistado pelo clube.
Na Copa do Brasil, após eliminar Araguaia AC, Votoraty, Fluminense e Avaí, o Grêmio foi derrotado pelo Santos. Após vencer a partida de ida em casa por 4 a 3, o clube gaúcho perdeu por 3 a 1 na Vila Belmiro e parou nas semifinais da Copa; o clube paulista seria o campeão daquela edição.
Agosto marcou a troca de comando técnico no clube. Silas, o treinador, e Luiz Onofre Meira, diretor de futebol, foram demitidos no dia 8, após perder para o Fluminense por 2 a 1 em casa, em partida válida pelo Campeonato Brasileiro. Renato Portaluppi, que treinava o Bahia foi contratado como técnico.

Na estreia de Portaluppi, o Grêmio foi derrotado por 2 a 0 pelo Goiás em casa e eliminado da Copa Sul-Americana, já que havia empatado a primeira partida por 1 a 1.

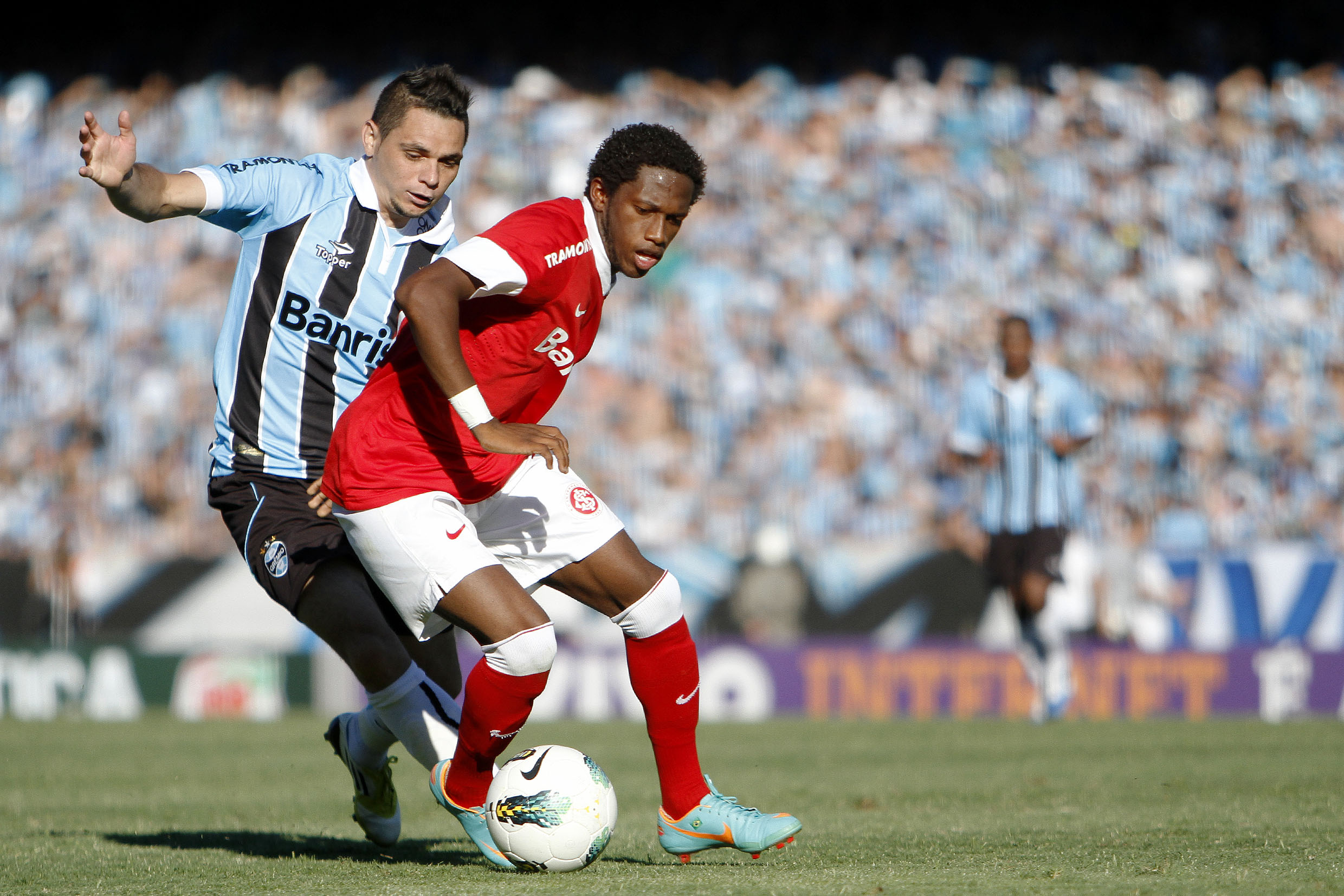
Pará e Fred durante um Grenal pela 38ª rodada do Brasileirão 2012. Esta foi a última partida realizada no Estádio Olímpico em Campeonatos Brasileiros.

Silas, ao sair do Grêmio, deixou o clube em péssimas situações, em crise e na zona do rebaixamento. Renato Portaluppi, ao assumir o comando, reestruturou o time, levando-o à quarta colocação ao término do Campeonato Brasileiro. Mesmo assim, o Grêmio não dependia apenas de si para se classificar à Copa Libertadores de 2011. Devido a uma mudança da regra, o campeão da Copa Sul-americana tiraria a última vaga do campeonato de seu país. A final entre Independiente e Goiás, realizada após o término do Campeonato Brasileiro, determinou a vitória do clube argentino e a classificação do Grêmio à Libertadores do ano seguinte.
Os destaques da temporada foram o atacante Jonas, artilheiro do Campeonato Brasileiro com vinte e três gols, e Victor e Douglas, ambos indicados ao Prêmio Craque do Brasileirão.
Em 2011, o clube disputaria a Copa Libertadores, o Campeonato Gaúcho e o Campeonato Brasileiro. Na fase preliminar da competição continental, eliminou o uruguaio Liverpool com placar agregado de 5 a 3 e se classificou à sua fase de grupos e estreiou com derrota no campeonato brasileiro de 2011. Entretanto, acabou eliminado nas oitavas pelo Universidad Católica, do Chile, com derrotas de 2 a 1 no Olímpico e 1 a 0 em Santiago.
A campanha do Grêmio no Brasileiro foi bem modesta: 12º lugar com 48 pontos. Em meio a isso, foi derrotado pelo Internacional na final do Campeonato Gaúcho nos pênaltis por 5 a 4, pois fora derrotado por 3 a 2 no tempo normal, em pleno Olímpico. Na ida, o Tricolor vencera o jogo no Beira-Rio por 3 a 2.
O ano de 2012 prometeu. O Grêmio queria se despedir do Olímpico com um título, entre Copa do Brasil, Brasileiro e Sul-Americana. No Gaúchão, eliminado pelo Caxias no primeiro turno e derrotado na final do segundo pelo rival Internacional por 2 a 1 no Beira-Rio. Na Copa do Brasil, depois de passar por River Plate-SE e Ipatinga-MG, eliminou os tradicionais Fortaleza e Bahia nas fases finais, mas acabou amargando uma frustante derrota no Olímpico para o Palmeiras por 2 a 0 e até tentou surpreender a equipe paulista em Barueri, mas o empate por 1 a 1 acabou por eliminar a equipe gaúcha do torneio.
No Brasileiro, o Grêmio fez uma campanha sólida, permanecendo entre os três primeiros colocados na maior parte da competição, garantido vaga na Libertadores de 2013, depois de vencer o São Paulo de virada, por 2 a 1, no Olímpico diante de um público pagante de 40.217 pessoas.
Garantido na Libertadores no primeiro ano da Arena, o Tricolor Gaúcho acabou eliminado da Sul-Americana de 2012 nas quartas de final pelo Millonarios, da Colômbia com uma derrota por 3 a 1 em Bogotá. Na ida, a equipe gaúcha venceu por 1 a 0. Antes havia eliminado Coritiba e Barcelona de Guayaquil-EQU.

## 2013-2016 – Primeiros anos da Arena

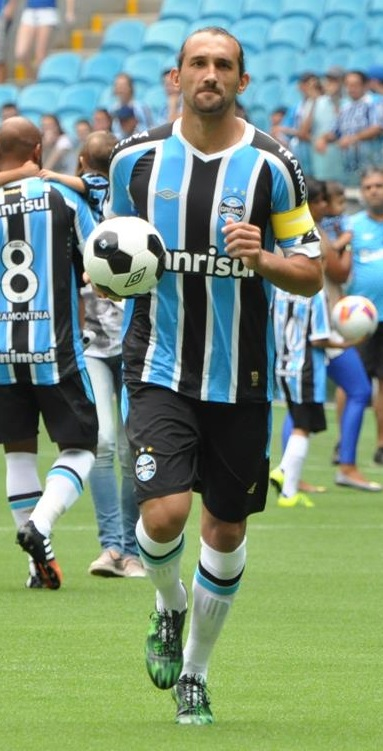
Centro-avante Hernán Barcos é o segundo maior artilheiro da Arena do Grêmio. Atuou pelo clube entre 2013 e 2015.

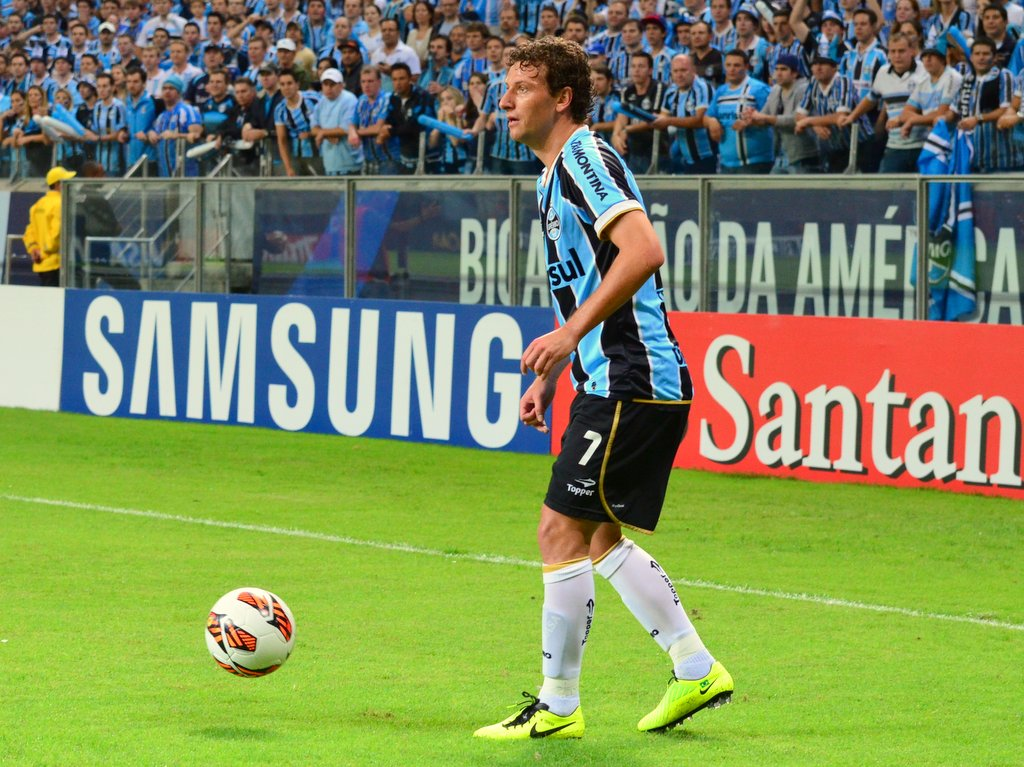
Elano atuou pelo Grêmio até 2014.

Para avançar à segunda fase da Libertadores, o Tricolor eliminou a LDU, do Equador, nos pênaltis, na primeira fase do torneio, classificando-se para o grupo contendo Huachipato, do Chile, Caracas, da Venezuela, e Fluminense; perdeu na casa do adversário por 1 a 0 e venceu pelo mesmo placar na Arena.
Jogando a maior parte do Estadual com reservas, o Tricolor amealhou posições inferiores da classificação, enfrentando logo o Internacional nas quartas de final da Taça Piratini de 2013. Mesmo com um time alternativo, a equipe acabou dando muito trabalho ao adversário, mas acabou sendo eliminada precocemente do certame gaúcho. No segundo turno, outra eliminação: derrota para o Juventude nos pênaltis por 5 a 4 no Estádio Alfredo Jaconi, ficando fora da disputa do título. Eliminado da Copa Libertadores da América de 2013 nas oitavas de final pelo Independiente Santa Fe, da Colômbia, o Grêmio, que tinha priorizado a competição, em detrimento do Campeonato Gaúcho de 2013, terminou o primeiro semestre de 2013 sem títulos.
Após a eliminação na Copa Libertadores e um início de campanha irregular no campeonato nacional, o clube demite o técnico Vanderlei Luxemburgo e anuncia a volta de Renato Portaluppi ao comando da equipe. Desde então, no Campeonato Brasileiro, o Grêmio se manteve na zona de classificação à Copa Libertadores da América de 2014 e confirmou a vaga ao se sagrar vice-campeão do certame nacional. Na Copa do Brasil, os comandados de Renato Portaluppi alcançaram às semifinais e foram eliminados pelo Atlético Paranaense após derrota por 1 a 0 na Vila Capanema e empate por 0 a 0 na Arena.
O primeiro Gre-Nal na nova Arena do Grêmio (Gre-Nal 397) ocorreu no dia 4 de agosto de 2013, resultando no empate por 1 a 1 pelo Brasileirão de 2013 com gols de Barcos para o Grêmio e Leandro Damião para o Internacional. Ao final do ano de 2013, o Grêmio decidiu não renovar o contrato de Renato Portaluppi e anunciou a contratação de Enderson Moreira para a temporada 2014.

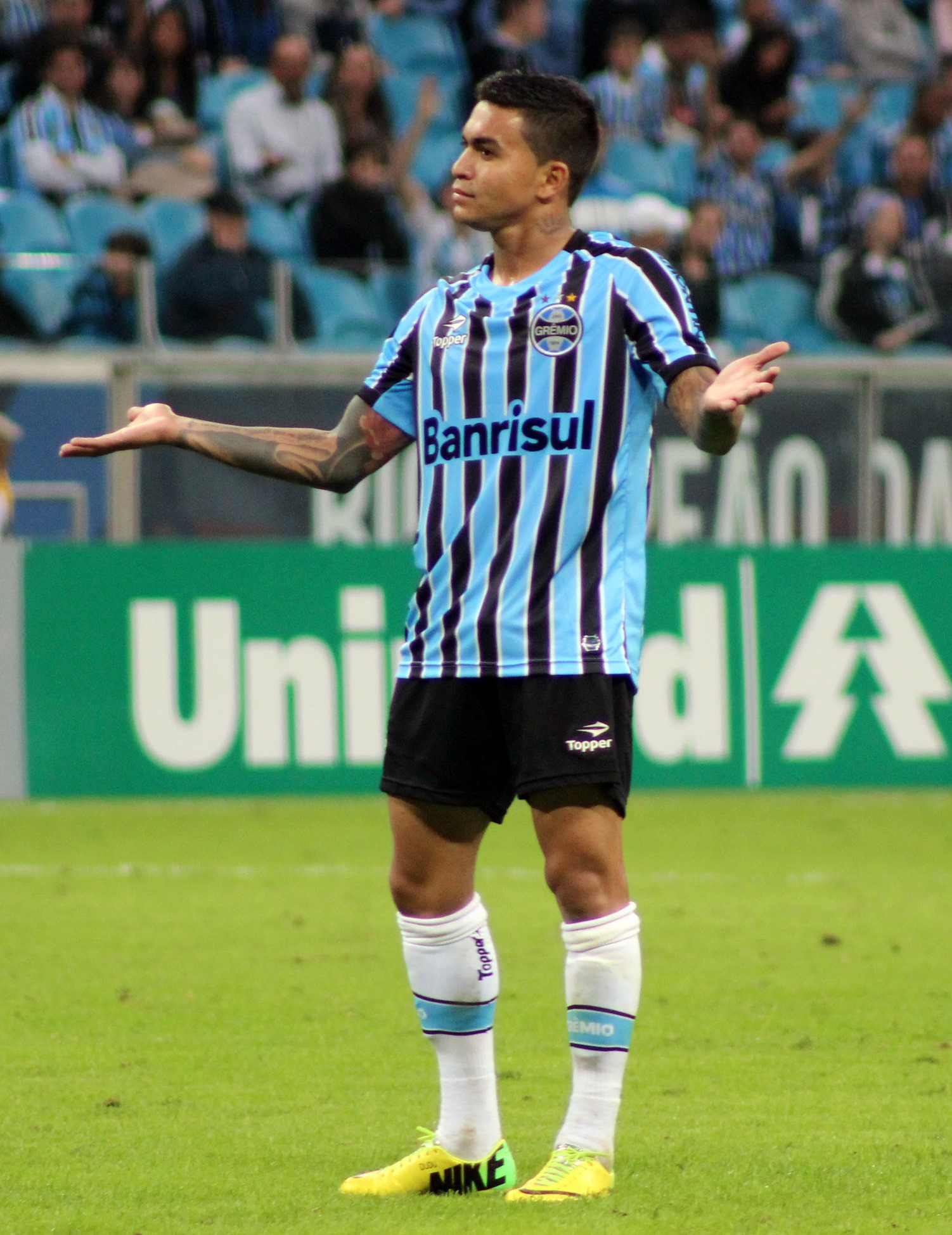
Atacante Dudu atuou ao longo de 2014 pelo clube.

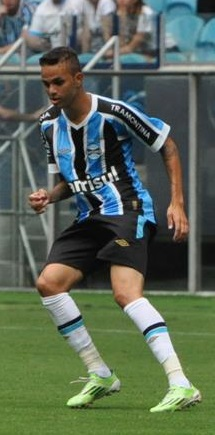
Luan foi revelado pelo clube em 2014 e gradualmente se tornou titular do time. Mais tarde seria peça chave para a conquista da Copa Libertadores de 2017.

O clube disputou em 2014 o Gauchão, a Libertadores, o Brasileirão e a Copa do Brasil. Foi no Gauchão deste ano que o Grêmio conheceu a sua primeira derrota em Gre-Nais atuando na Arena, quando perdeu o Gre-Nal 400 pelo placar de 2x1, gols de Barcos para o Grêmio e Rafael Moura para o Internacional, em jogo válido pela primeira partida da final do Campeonato Gaúcho.Após derrota para o Coritiba, pelo Brasileirão, o treinador Enderson Moreira foi demitido, sendo contratado no lugar o técnico Felipão, que não treinava o clube desde 1996. Depois de perder a partida de estreia para o Internacional, o técnico Felipão deu o troco em clássicos Grenais com a vitória da equipe tricolor por 4x1 sob o Internacional, pelo Campeonato Brasileiro, marcando o Gre-Nal 403 como o da primeira vitória gremista na nova Arena, após 2 anos, 4 meses e 12 dias sem ganhar um clássico. Na continuidade da temporada, no entanto, o Grêmio não conseguiu estabilizar-se nos resultados e a colocação do clube na tabela de classificação o retirou da Libertadores no ano seguinte.

Após anos de grandes investimentos em estrutura e departamento de futebol, 2015 começou diferente para o Tricolor. Com os caixas vazios e, como boa parte dos clubes brasileiros, muitas dívidas para pagar, a direção optou por reforços pontuais de baixo custo, negociou jogadores mais badalados - como Marcelo Moreno, Barcos e Riveros - e promoveu a subida de diversos jovens das categorias de base. Diversos empréstimos de jogadores importantes na temporada anterior também haviam acabado e o Grêmio passou pelo primeiro semestre com uma equipe bastante diferente daquela que apresentou ao país em 2014. Os resultados foram discretos: um segundo lugar no Campeonato Gaúcho e um início irregular no Campeonato Brasileiro, algo que custou o cargo do técnico Felipão. Para o seu lugar, foi confirmado o nome de Roger Machado, vitorioso ex-jogador do clube.

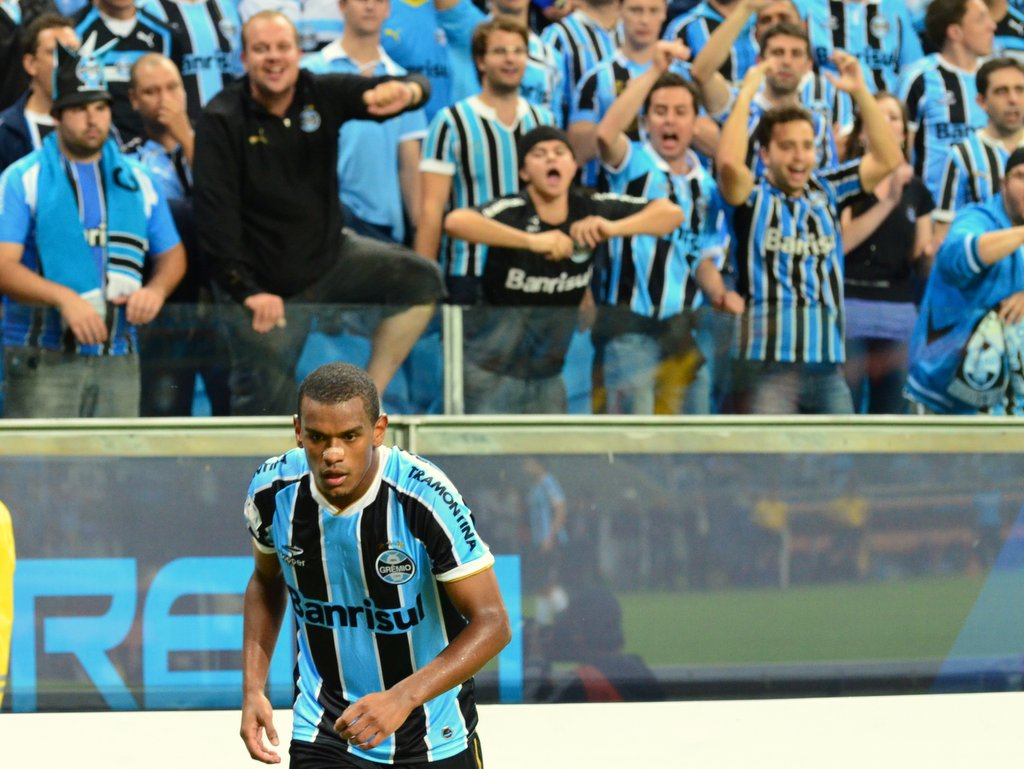
Fernando em partida pela Copa Libertadores de 2013 contra o Club Independiente Santa Fe.

Em seus primeiros jogos no comando do Grêmio, Roger Machado aplicou ao time um conceito mais dinâmico de futebol, alinhado aos conceitos europeus de produtividade em campo. O estilo apoiado em um intenso e ágil toque de bola surtiu efeito logo na segunda partida, na qual o Grêmio precisou de apenas quatro minutos para abrir 2x0 sobre o Corinthians. Na sequência, o Grêmio empilhou ainda outras quatro vitórias e deu um salto na tabela que o levou à liderança da competição, de onde ele só se afastaria ligeiramente nas rodadas seguintes, mantendo-se sempre no topo da tabela. No crescimento coletivo, as individualidades surgiram, e jogadores como Luan, Giuliano, Douglas, Fernandinho, Pedro Rocha e Erazo, até então contestados, começaram a ser destacados pela imprensa como alguns dos melhores atletas do país. O progresso ainda ajudou a estabelecer jogadores como Wallace e Marcelo Grohe, que já possuíam bastante prestígio junto ao torcedor, mas que com os resultados aumentaram ainda mais a sua popularidade.
No dia 09 de agosto de 2015, a equipe que já marcava pelo bom momento entrou para a história ao aplicar 5 a 0 sobre o Internacional pela 17ª rodada com Campeonato Brasileiro. A goleada repetiu uma vantagem de placar que não ocorria há mais de 50 anos. Com um futebol amplamente superior ao do rival, algo muito raro em um clássico marcado justamente pelo equilíbrio, o Grêmio afundou o Internacional em uma crise técnica e política que fez parte da torcida pedir a cabeça do presidente colorado. O Grêmio, por sua vez, foi alavancado na competição e confirmou a boa fase vencendo o líder Atlético-MG na rodada seguinte em pleno Mineirão, em partida marcada por gol onde o Grêmio partiu do campo de defesa e deu 14 toques na bola até concluir em gol. O lance correu o mundo e foi tratado pela imprensa mundial como uma "aula de contra-ataque". O Grêmio encerrou o Campeonato Brasileiro na terceira colocação, somente atrás de Corinthians e Atlético Mineiro, garantindo uma vaga para a Copa Libertadores da América 2016. Além disso o clube gaúcho foi a única equipe que não perdeu para o Corinthians uma única vez ao longo da competição, tendo vencido por 3 a 1 na Arena e empatado fora por 1 a 1. Como grandes destaques a equipe do Grêmio teve o goleiro Marcelo Grohe, a dupla de ataque formada por Luan e Pedro Rocha, o talentoso meia Douglas, Fernandinho, além do volante Maicon e do zagueiro Pedro Geromel.

## 2016-2021 – Anos Renato Portaluppi

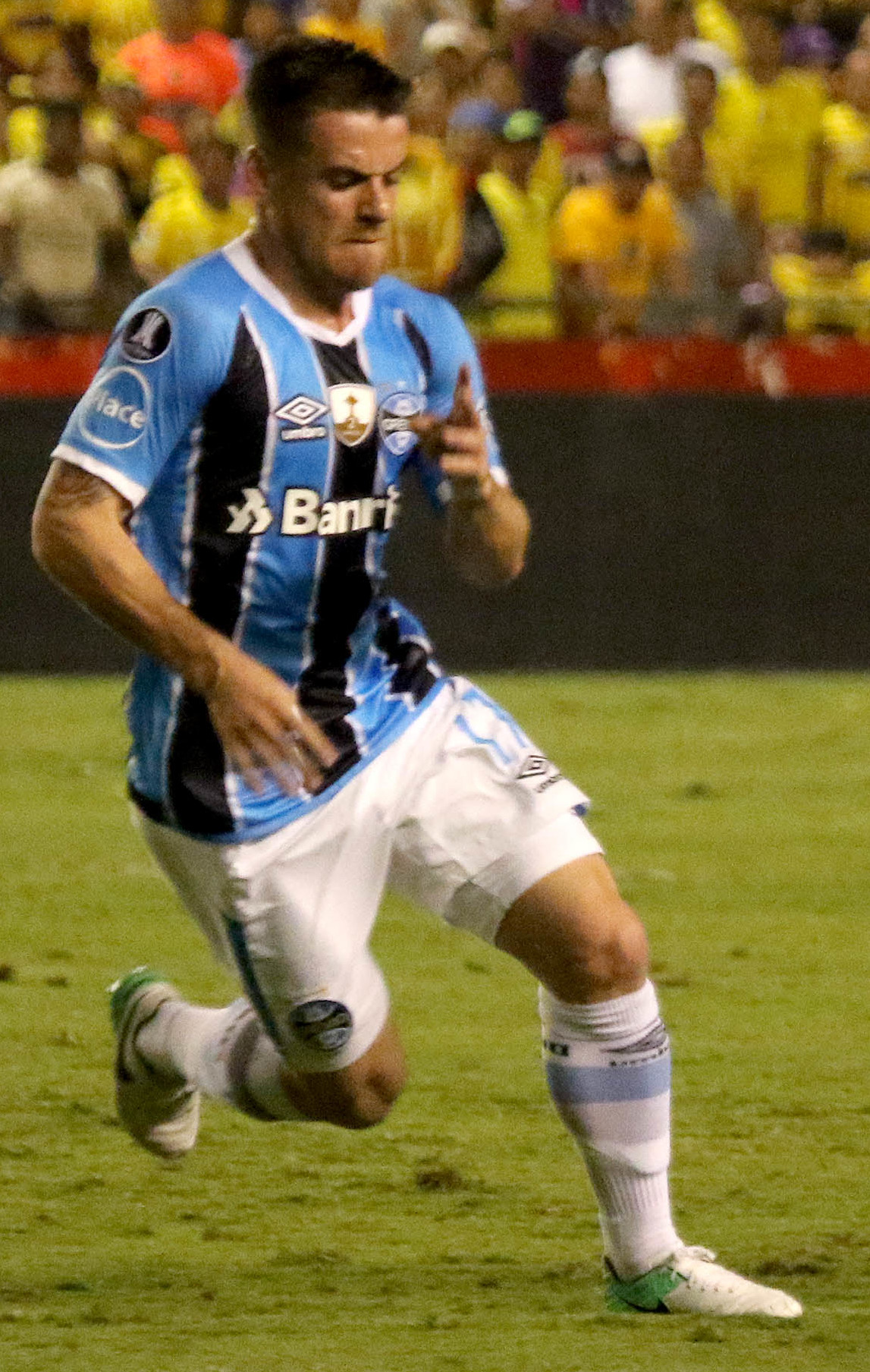
Ramiro, um dos destaques do time, marcou gol no primeiro jogo das oitavas-de-final contra o Godoy Cruz.

O ano de 2016 foi de extrema importância para o Grêmio, já que foi pentacampeão da Copa do Brasil, derrotando o Atlético/MG e encerrando um jejum de seis anos sem conquistar nenhum título, e 15 anos sem levantar uma taça de expressão nacional. A última conquista havia sido o Campeonato Gaúcho de 2010. O ano não começou bem para o time gaúcho, que foi eliminado na semifinal do Campeonato Gaúcho de 2016 pelo Juventude, dentro da Arena do Grêmio. Posteriormente, após campanha razoável na fase de grupos da Copa Libertadores, o Grêmio foi eliminado pelos argentinos do Rosário Central, nas oitavas de final. Com campanha mediana no Campeonato Brasileiro, o clube liberou o técnico Roger Machado, que foi substituído pelo ídolo Renato Gaúcho. Renato comandou o time do Grêmio desde a segunda partida das oitavas de final da Copa do Brasil, quando eliminou o Atlético/PR nos pênaltis depois de perder por 1 a 0 dentro de casa. No jogo de ida, ainda comandado por Roger Machado, o Tricolor havia vencido por 1 a 0 em Curitiba. Depois disso, na caminhada pelo título, o Grêmio eliminou Palmeiras e Cruzeiro até chegar na final contra o Atlético/MG. A primeira partida da final foi realizada em 23 de novembro de 2016, no Mineirão, onde um público de quase 48 mil pessoas viu o Grêmio vencer por 3 a 1, fora de casa, com dois gols de Pedro Rocha e um de Everton. O gol dos mandantes foi marcado por Gabriel. No jogo de volta, podendo perder até mesmo por um a zero, o Grêmio sagrou-se campeão da Copa do Brasil após empate em 1 a 1. Os gols foram marcados por Miller Bolaños, para o Grêmio, e Juan Cazares, para o Atlético/MG.

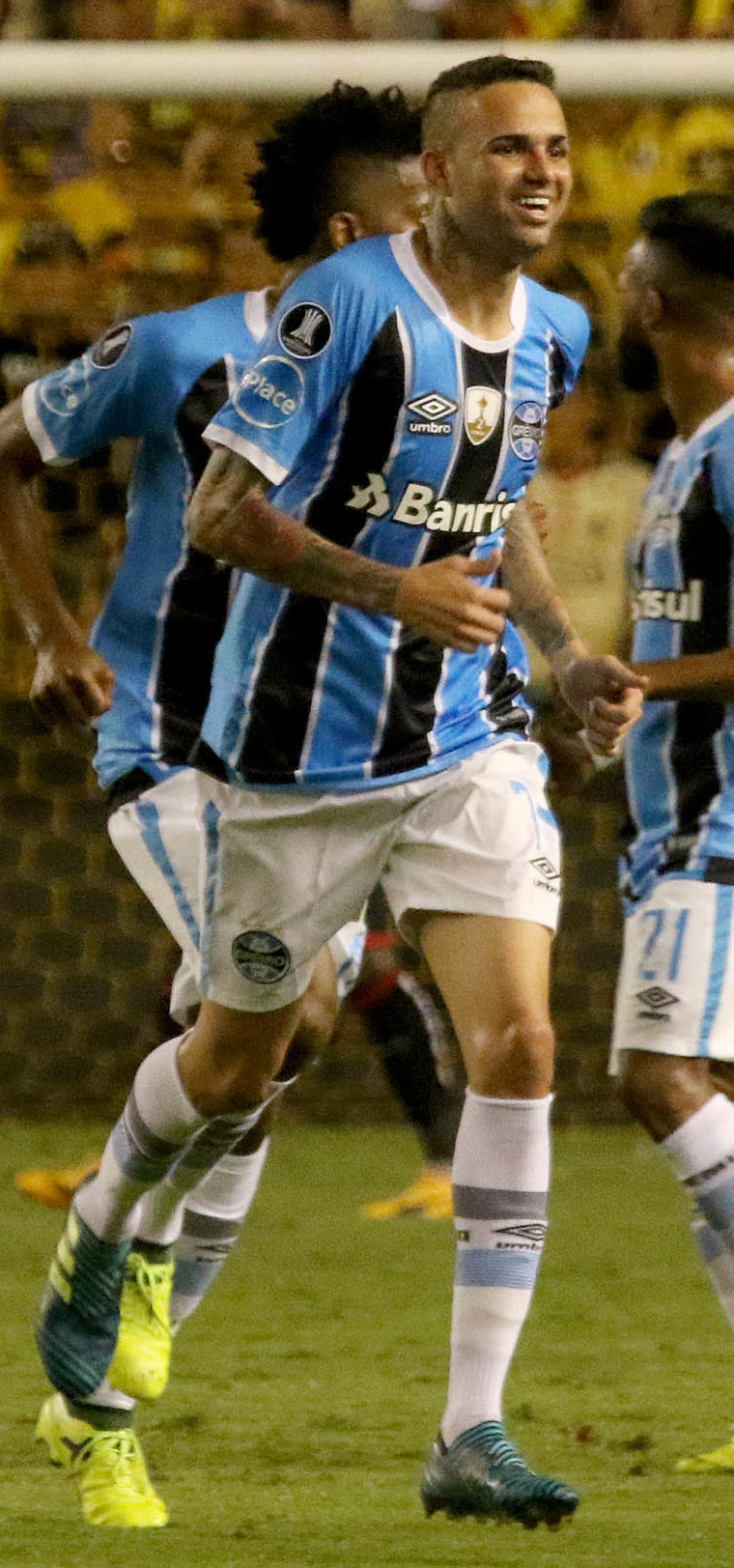
Luan Guilherme, eleito melhor jogador da Copa Libertadores da América de 2017 e também eleito pelo El País (Uruguai), como o Rei da América em 2017. Foi, junto a Fernandinho, um dos autores dos gols da vitória do título sobre o Lanús.

Ocupa o primeiro lugar no Ranking da CBF, publicado em dezembro de 2016, e com a conquista do título da Copa do Brasil, o Grêmio assumiu a liderança do ranking de clubes com 15.038 pontos. Em dezembro de 2016, foi divulgado o ranking de clubes da CONMEBOL para a Copa Libertadores 2017. Para a lista, foram levados em conta vários parâmetros técnicos sobre as competições esportivas disputadas pelas equipes. O Grêmio é o sexto melhor clube brasileiro e ocupa o décimo segundo lugar na tabela geral com 3.134 pontos no total. É o segundo melhor clube brasileiro no Ranking Mundial de Clubes da IFFHS de 2016, publicado em 5 de abril de 2017, ocupando a trigésima quarta posição na tabela geral com 116 pontos, correspondendo ao período de 1° de janeiro a 31 de dezembro.
Ainda em clima de euforia, o Grêmio encerrou pré-temporada inspirado e mantendo de base, mas demonstrando preocupação com as possíveis vendas, renovações e contratações. O treinador permaneceu e os jogadores também. Com isso, a ideia de futebol foi mantida. Novos jogadores entram no elenco: Léo Moura, Cortez, Michel, Jael, Beto da Silva, Barrios e Bressan.

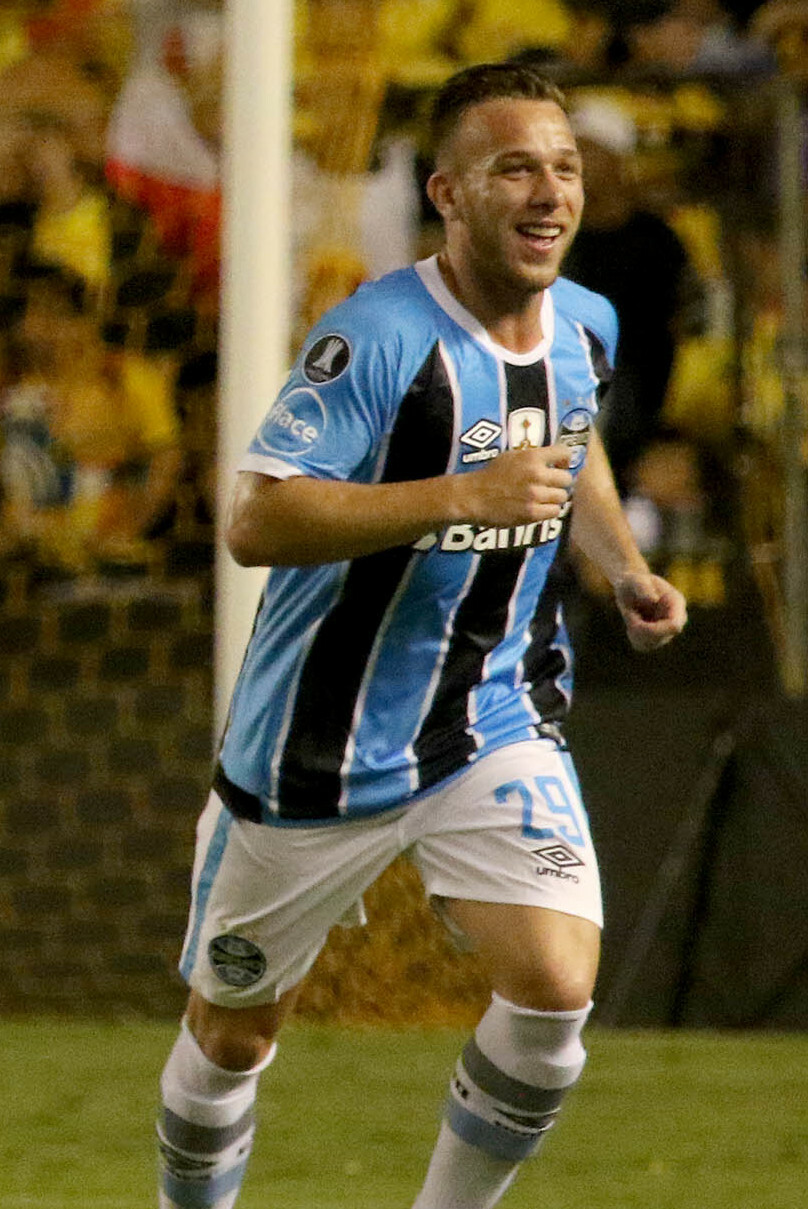
Arthur foi eleito o melhor jogador da última partida da final.

Embora o grande foco do Grêmio tenha sido a Copa Libertadores da América, ele também tinha como objetivo ser campeão do Gauchão. Contudo, alternando momentos bons e ruins, junto com várias lesões no elenco, a campanha do Estadual deixou a desejar. A rotina do Tricolor foi vencer, empatar e perder, nunca conseguindo emplacar uma sequência de vitórias. No fim, foi derrotado nas semifinal nos pênaltis pro Novo Hamburgo que conquistaria o título de campeão gaúcho sobre o Internacional, quebrando a hegemonia de seis títulos consecutivos dos time rival. Com menos posse de bola e mais objetividade, o Grêmio ganhou cada vez mais as características de Renato Gaúcho, surpreendendo em contra-ataques ou em uma jogada que o sistema defensivo adversário está desarrumado. Com Roger, a prioridade era o passe, envolvendo o outro time e chegando em jogadas bem trabalhadas. Defendendo o título, na Copa do Brasil de 2017, alcançou as semifinais ao perder nos pênaltis para o Cruzeiro por 3 a 2 (1 a 0 em Porto Alegre e derrota de 1 a 0 em Belo Horizonte). Mais tarde se tornaria o campeão da edição igualando em títulos novamente com a equipe gremista, como os maiores campões da Copa.

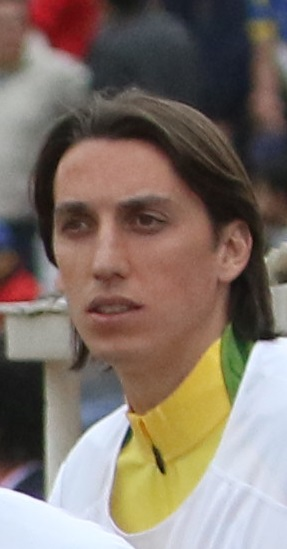
Pedro Geromel, capitão que levantou a taça da Copa Libertadores de 2017, foi eleito pelo El País (Uruguai) como melhor zagueiro da competição. Também foi um dos 23 convocados de Tite para a disputa da Copa do Mundo FIFA de 2018.

No Campeonato Brasileiro, o clube chegou a liderar por uma rodada, mas como a prioridade eram outras competições, teve de se utilizar equipes mistas e reservas, o que fez perder pontos preciosos que o afastou a possibilidade de título ante o Corinthians, mesmo que por muitas rodadas tivesse permanecido na 2ª colocação. Terminou o campeonato numa honroso 4º lugar, garantindo vaga para a fase de grupos. Como objetivo principal da temporada, o Grêmio classificou-se para o mata-mata da Libertadores em primeiro lugar com 13 pontos (4 vitórias, 1 empate e 1 derrota), se classificando dessa forma Nas oitavas-de-final pegou o Godoy Cruz da Argentina, e eliminou os argentinos aplicando duas vitórias de 1 a 0 fora e 2 a 1 em casa. Nas quartas-de-final, enfrentou o Botafogo, e graças ao gol de Lucas Barrios na segunda partida em casa, garantiu a classificação num agregado de 1 a 0. Na semifinal enfrentou até então modesto Barcelona de Guayaquil. O clube já havia eliminado Palmeiras e Santos do campeonato e esperava pela terceira eliminação seguida de um brasileiro. Mas o clube tricolor aplicou uma goleada de 3 a 0 no primeiro jogo, praticamente eliminando as chances do adversário.
Este jogo contou com uma defesa antológica de Marcelo Grohe, destacada na mídia mundial e comparada a defesa de Gordon Banks. Ainda perdeu de 1 a 0 em casa, mas o suficiente para garantir a classificação até a final. Envolvido na sua 5ª final de Libertadores o Grêmio enfrentava Lanús, clube do bairro de Buenos Aires e estreante em finais de Libertadores. Na primeira partida, Cícero marcou o gol que colocou o Grêmio em vantagem para a última partida em Buenos Aires. Na Argentina, sem temer a pressão dos mandantes chegou a abrir 2 a 0 no primeiro tempo com gols de Luan e Fernandinho. José Sand descontou de pênaltis para os locais. Pedro Geromel historicamente se juntou a Hugo de León e Adílson Batista como capitães tricolores que levantaram a taça mais prestigiada da América.
Com a conquista da Copa Libertadores da América de 2017, Grêmio garantiu vaga na Copa do Mundo de Clubes da FIFA de 2017. O primeiro jogo, a semifinal contra o Pachuca do México terminou em 1 a 0 para o tricolor, com gol marcado aos acréscimos por Everton. O adversário da final foi o clube espanhol Real Madrid, 13 vezes campeão da Liga dos Campeões da UEFA e havia se classificado após vencer la champions por 4 a 1 a equipe da Juventus e depois de eliminar o Al-Jazira por 2 a 1. O time madrileño foi a campo com a sua força máxima, jogadores que são atuais titulares em suas respectivas seleções nacionais e o atual dono da FIFA Ballon d'Or, Cristiano Ronaldo.  A equipe do Grêmio não pode contar com o destaque da Libertadores o jovem Arthur (por conta de lesão), Cícero (autor do gol da final na primeira partida) e Cristian por conta do regulamento da FIFA sobre transferências no Mundial. Após resistir grande parte da primeira etapa com atuações sólidas dos defensores, em destaque para o capitão Pedro Geromel, Cristiano Ronaldo abriu o marcador aos 53 minutos em uma cobrança de falta. O jogo terminou 1 a 0 para a equipe de Madrid. Encerrou a competição como segundo melhor clube do mundo em 2017 e sendo a única equipe gaúcha a participar de todos os campeonatos oficiais da FIFA como finalista.

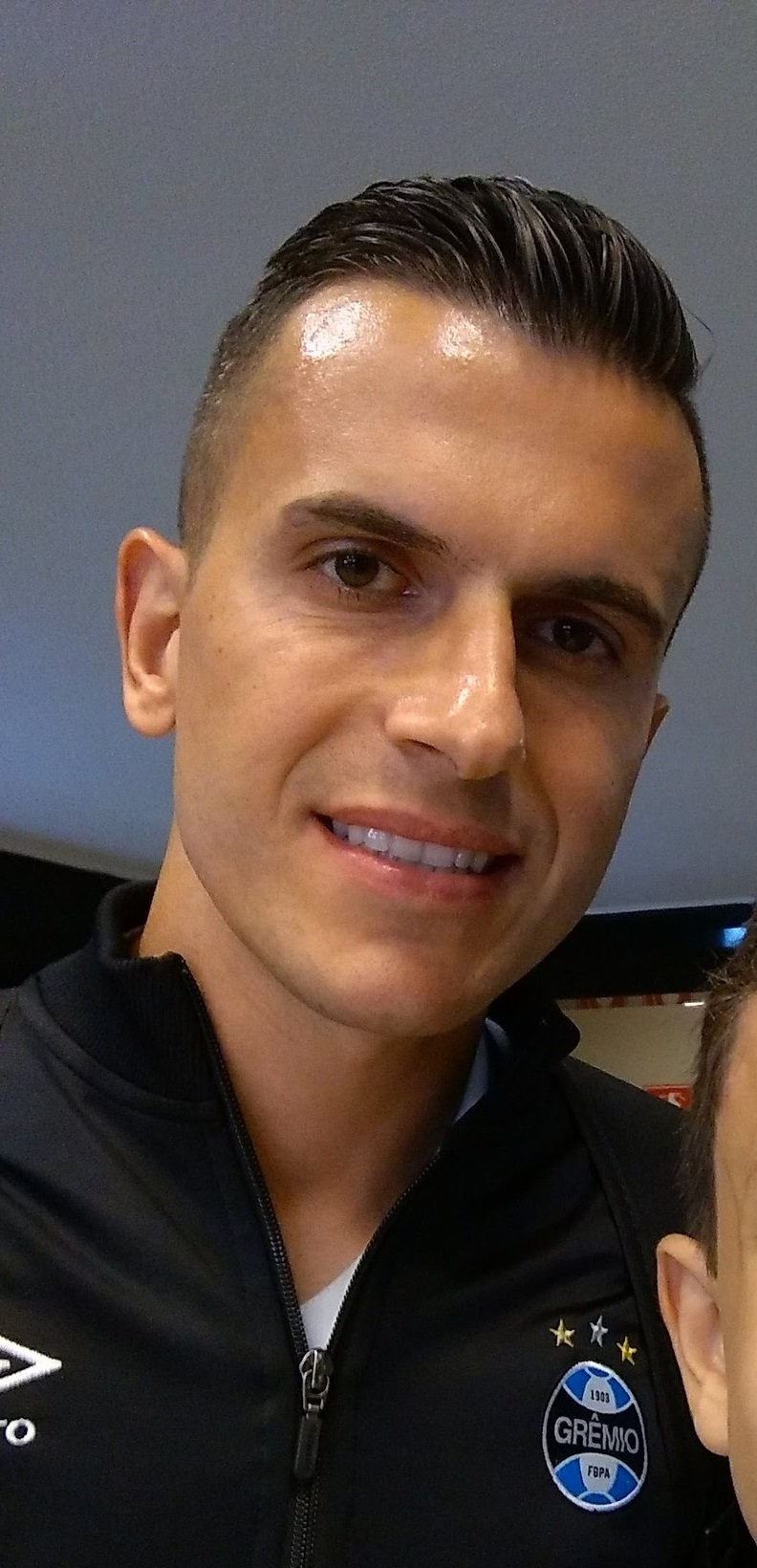
Marcelo Grohe realizou a "defesa do século" no jogo contra o Barcelona de Guayaquil, pela ida das semifinais da Libertadores de 2017, chamando a atenção da mídia internacional. O goleiro também defendeu o último pênalti garantiu o bicampeonato da Recopa Sul-Americana.

Em 2018, viria também a se tornar bicampeão da Recopa Sul-Americana. Em um embate de dois jogos com o campeão da Copa Sul-Americana de 2017, o Independiente (repetindo o confronto da Recopa Sul-americana de 1996) o Grêmio acabou empatando ambos os confrontos (1 a 1 em Avellaneda e 0 a 0 em Porto Alegre). Com a igualdade no marcador persistindo mesmo durante a prorrogação, a decisão do título precisou acontecer nas penalidades. Após ver os seus companheiros converterem as cinco cobranças iniciais, Marcelo Grohe decretou o título do Grêmio bloqueando a penalidade cobrada pelo atacante Martín Benítez. A vitória por 5 a 4 nas penalidades assegurou o terceiro título do Grêmio em apenas um ano e meio, e colocou uma superioridade em confrontos diretos de finais contra o Rey de Copas argentino. Logo em seguida veio o título estadual do Campeonato Gaúcho, após golear o Brasil de Pelotas na final por 3 a 0 e 4 a 0, no agregado 7 a 0 para o tricolor. O Grêmio começou a Copa Libertadores da 2018, a última antes do sistema de final única, com a missão de defender o título conquistado em 2017. Em um grupo com Cerro Porteño, Defensor e Monagas, o clube gremista terminou em primeiro do grupo A com 14 pontos e apenas 2 gols sofridos. O adversário das oitavas-de-final foi um velho conhecido: o Estudiantes de La Plata, famoso pelo confronto marcante de 1983. O primeiro jogo, derrota de 2 a 1 em Quilmes. Na volta, o tricolor seguia empatando em 1 a 1 até aos 47 do segundo tempo, quando Alisson colocou o Grêmio de volta rumo a classificação. Nos pênaltis: 5 a 3 para o tricolor. Nas quartas de final, o adversário seria o Atlético Tucumán que havia eliminado outro velho conhecido tricolor o Atlético Nacional. Duas partidas impecáveis e duas vitórias do tricolor por 2 a 0 na Argentina, e 4 a 0 no Brasil. O adversário da semifinal seria o River Plate. Após vencer no Estádio Monumental de Núñez por 1 a 0 com gol de Michel, o clube gremista voltou com a vantagem para o jogo de volta na Arena. Mas a classificação não veio, derrota por 2 a 1 em casa, em um jogo marcado por polêmicas, invasão de vestiário do suspenso técnico Marcelo Gallardo e gol de mão do jogador Borré mesmo com o auxílio do VAR. A diretoria gremista ajuizou reclamação junto a Conmebol por esta partida. O 4° lugar no Campeonato Brasileiro colocou o clube novamente na fase de grupos da Copa Libertadores do ano seguinte.
Em 2019, no Campeonato Gaúcho, foi bicampeão após dois empates por zero a zero contra o Internacional e vitória nos pênaltis por três a dois, com três defesas de Paulo Victor. Na Copa do Brasil, perdeu a chance de disputar o título contra o mesmo Internacional, após ser eliminado nos pênaltis pelo Athletico Paranaense (campeão da competição) por cinco a quatro. Na Copa Libertadores, em um grupo com Libertad, Universidad Católica e Rosário Central, o Grêmio quase perdeu a classificação para as oitavas, após empatar o primeiro jogo e perder os dois jogos seguintes. A reação veio com a ajuda de Jean Pyerre, que garantiu a vitória tricolor na Arena por 3 a 1 contra o Rosário Central, na primeira partida de volta da fase de grupos, assim ingressando no time titular definitivamente a partir daquele momento. Nas oitavas de final o clube venceu o mesmo Libertad por um agregado de 5 a 0. Na partida seguinte, seria o Palmeiras. E após perder por 1 a 0 em casa, o tricolor venceu pela primeira vez o clube paulista no Pacaembu por dois a um e garantiu a classificação para as semifinais. Nas semifinais, a classificação para a final única que seria em Santiago (posteriormente movida para a capital peruana, Lima, no Estádio Monumental) não ocorreu, após empate em Porto Alegre e derrota no Rio de Janeiro para o Flamengo (que foi o campeão desta edição). No Campeonato Brasileiro, a classificação em quarto lugar rendeu novamente a participação para a Copa Libertadores de 2020, a primeira da nova década e a vigésima da história, mantendo-se entre os clubes brasileiros com mais participações na competição.
Em 2020, o Grêmio vendeu um de seus principais jogadores na época recente, Luan, para o Corinthians, por cerca de cinco milhões de euros. Este mesmo ano foi marcado pela pandemia de COVID-19, que levou à interrupção do Campeonato Gaúcho em março, competição retomada em julho. O mesmo evento provocou um hiato na Copa Libertadores e o adiamento do início do Campeonato Brasileiro. Em agosto, o clube vendeu Everton, um de seus principais atletas, ao Benfica, por valor estimado pela imprensa em 20 milhões de euros, cerca de 127,6 milhões de reais pela cotação da época, se tornando a segunda venda mais cara da história do clube, atrás apenas da venda de Arthur . No estadual, o Grêmio conquistou o segundo turno, denominada também de Taça Franciso Noveletto, e garantiu vaga na final, em disputa contra o time do Caxias (vencedor do primeiro turno). Após vitória por 2 a 0 no primeiro jogo com gols de Pepê e Everton, e apesar da derrota na segunda partida na Arena por 2 a 1, a equipe garantiu o tricampeonato estadual, um feito que não ocorria desde 1987.[carece de fontes?]
Na Copa Libertadores de 2020, a equipe enfrentou o rival Internacional na fase de grupos pela primeira vez na história, junto com o América de Cali e a Universidad Católica. Ficou em primeiro lugar no grupo, tendo empatado e vencido os clássicos. A competição foi marcada pela
Na Copa Libertadores de 2020, a equipe enfrentou o rival Internacional na fase de grupos pela primeira vez na história, junto com o América de Cali e a Universidad Católica. Ficou em primeiro lugar no grupo, tendo empatado e vencido os clássicos. A competição foi marcada pela pandemia de COVID-19 e ficou suspensa por meses, sendo retomada com partidas sem presença de público. Após eliminar o Guaraní, do Paraguai, com placar agregado de quatro a zero, o Grêmio terminou a competição eliminado pelo Santos na quartas de final, com uma derrota por cinco a dois no placar agregado. O clube terminou o Campeonato Brasileiro, encerrado apenas em 2021, em sexto lugar, classificado à fase preliminar da Copa Libertadores da temporada seguinte. A campanha na Copa do Brasil de 2020 rendeu um vice-campeonato ao clube, que perdeu para o Palmeiras por três a zero no placar agregado na final.  No futebol feminino, o clube chegou às quartas de final da Série A1 do Campeonato Brasileiro, nas quais perdeu para o Corinthians. Essa ainda foi a melhor temporada do clube dentro da competição nacional. No Campeonato Gaúcho, a equipe feminina chegou ao vice-campeonato, perdendo para o Internacional por dois a um na final.
Em 2021, o Grêmio foi eliminado na fase preliminar da Libertadores, antes da fase grupos, ao perder para o Independiente del Valle por quatro a dois no placar agregado. Foi a pior participação do clube na história da competição. No dia seguinte, o treinador Renato Portaluppi deixou o clube após pedir demissão. Na passagem, o técnico ficou quatro anos e meio no Grêmio, tendo vencido a Copa do Brasil de 2016, a Copa Libertadores de 2017, a Recopa Sul-Americana de 2018, os Campeonatos Gaúchos de 2018, 2019 e 2020 e a Recopa Gaúcha de 2019.

## 2021-2023 – Pentacampeonato gaúcho, a queda, a volta e a chegada de Luis Suárez
Ao longo do ano de 2020 o trabalho do treinador Renato Portaluppi foi dando sinais de esgarçamento, com campanha abaixo do esperado no Campeonato Brasileiro e desempenho ruim contra o Santos na Libertadores e contra o Palmeiras na Copa do Brasil. O 6º lugar no Campeonato Brasileiro fez com que o Grêmio tivesse que disputar, pela primeira vez desde 2013, a pré-Libertadores. A disputa da pré-Libertadores, tradicionalmente, é prejudicial para as equipes por antecipar o início da temporada, mas no ano de 2021 o prejuízo foi ainda mais severo, pois as finais da Copa do Brasil de 2020 foram disputadas entre 28 de fevereiro e 7 de março, e o primeiro jogo da pré-Libertadores de 2021 ocorreu em 10 de março, o que impediu que os jogadores do Grêmio gozassem de férias entre as temporadas 2020 e 2021. No segundo confronto pela pré-Libertadores, contra o modesto Independiente del Valle, o Grêmio acabou eliminado da competição, sendo encaminhado para a disputa da Copa Sul-Americana. O fracasso na pré-Libertadores acabou custando o cargo de Renato Portaluppi, após quase 5 anos, e seu substituto foi o treinador Tiago Nunes.
Com Tiago Nunes o Grêmio se classificou para a fase seguinte da Copa Sul-Americana e venceu o Campeonato Gaúcho com facilidade, ganhando de seu rival na final e mantendo a hegemonia no estado. Entretanto, na festa de comemoração do Campeonato Gaúcho o clube não cumpriu as medidas não-farmacológicas recomendadas para enfrentamento à pandemia do COVID-19 e houve um surto da doença no elenco.
O surto de COVID-19 fez com que o Grêmio tivesse um fraco desempenho no início do Campeonato Brasileiro de 2021, e após 9 rodadas, com disputa de 7 jogos (as partidas contra o Flamengo e contra o Cuiabá haviam sido adiadas por iniciativa da CBF), tendo conseguido apenas 2 pontos em 21 disputados e amargando a última posição na tabela de classificação, o treinador Tiago Nunes acabou sendo demitido e substituído por Luiz Felipe Scolari. O desempenho do time melhorou e a equipe saiu da última colocação, mas nunca conseguiu deixar a zona de rebaixamento, e após péssima sequência de jogos, com fortes críticas por parte da torcida pela manutenção no time titular dos contestados jogadores Alisson e Cortez e pelo não aproveitamento de Campaz, meia equatoriano contratado por 3,5 milhões de euros,[carece de fontes?] Felipão foi demitido e para seu lugar foi contratado Vagner Mancini, treinador conhecido por pegar equipes em situações desesperadoras. Mancini, contudo, manteve o cerne do elenco de seu antecessor, inclusive com a manutenção de Alisson e Cortez na equipe titular, e o aproveitamento do time seguiu insuficiente. Apenas nas últimas rodadas do campeonato, quando finalmente descartou esses jogadores, o desempenho do time cresceu, com 4 vitórias, 2 empates e apenas uma derrota nos últimos 7 jogos, mas isso não bastou e o Grêmio acabou rebaixado para a Série B do Campeonato Brasileiro de Futebol de 2022.

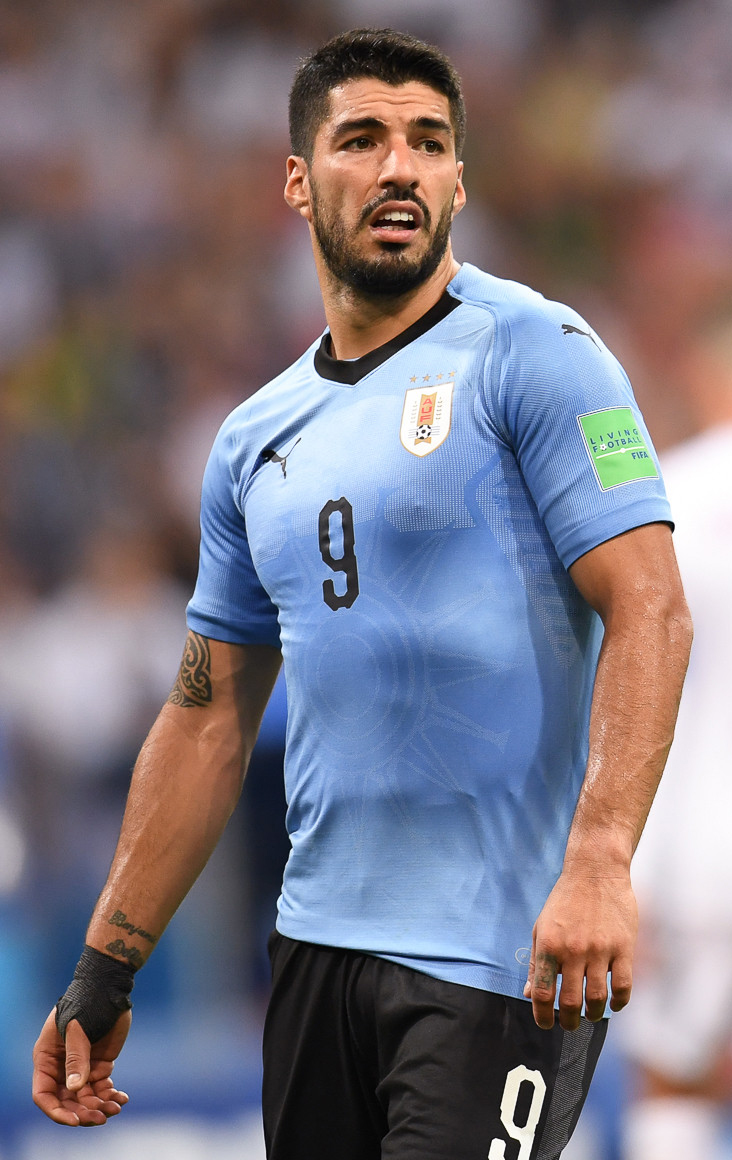
Luis Suárez, eleito pela IFFHS o artilheiro do ano de todas as 60 maiores ligas do mundo por 3 vezes em 2010, 2014 e 2016 (superado apenas por Lionel Messi, seu ex-companheiro de clube), será jogador do Grêmio em 2023.

Para a temporada de 2022 o Grêmio anunciou, até o momento, mudanças apenas pontuais na comissão técnica, sendo desligados o coordenador técnico Marcelo Oliveira e o auxiliar técnico Thiago Gomes.
Mesmo rebaixando o clube, o treinador Vagner Mancini e o vice-presidente de futebol Dênis Abrahão foram mantidos para a temporada 2022. Após fraco desempenho no Gauchão, Mancini foi demitido e substituído por Roger Machado, que levou o clube ao pentacampeonato estadual, eliminando o rival na semifinal e derrotando o Ypiganga na final. Na Copa do Brasil, o Grêmio acabou eliminado em sua primeira disputa, para o Mirassol, e no Campeonato Brasileiro fez uma campanha que, embora não apresentasse um futebol exuberante, como era de se esperar tamanha a disparidade entre a sua folha salarial e a dos concorrentes, foi suficiente para garantir o acesso. Contudo, uma sequência de resultados ruins perto do final do campeonato acabou levando à queda de Roger. Para seu lugar foi trazido de volta Renato Portaluppi, que já era assediado pelos dois postulantes à presidência do clube. Mantendo o futebol de pouco brilho de Roger, o Grêmio de Renato garantiu o acesso à Série A de 2023. No final do ano, Alberto Guerra foi eleito presidente, substituindo Romildo Bonzan, que ocupou o cargo por 8 anos, em uma gestão que combinou o saneamento das finanças do clube, a retomada dos grandes títulos e a volta do Grêmio ao protagonismo nacional e internacional, mas que acabou maculada pelo terceiro rebaixamento.
No ínicio de 2023, visando a reformulação do elenco para a disputa dos campeonatos no ano, o Grêmio realizou 8 contratações até o momento, sendo uma delas a de Luis Suárez, um dos maiores artilheiros da década pelo Barcelona e junto com Lionel Messi e Neymar, fez parte de um trio que foi amplamente elogiado pela imprensa internacional por conta de seu futebol plástico e extramente letal. Suárez chegou com status de celebridade e a contratação chamou a atenção da imprensa internacional, e foi considerada por diversos jornalistas como a maior contratação da história do Rio Grande do Sul, e uma das maiores da história do futebol brasileiro.

## Fatos históricos do Grêmio
- O primeiro jogo de futebol realizado pelo Grêmio foi em 1903 contra o Fuss-Ball Club Porto Alegre, o Tricolor venceu por 1 a 0.[125]
- O Grêmio ganhou de 23 a 0 do Sport Club Nacional de Porto Alegre, em 25 de agosto de 1912. Neste jogo, o atacante Sisson marcou quatorze gols, outro recorde do clube.[8]
- Ao contrário do que se imagina e do que se diz até hoje, Osmar Fortes Barcellos, o "Tesourinha", não foi o primeiro atleta de cor negra a vestir a camisa do Grêmio. Ele foi sim o primeiro atleta negro de destaque na era profissional em 1952. Antes dele, brilharam com a camisa do Grêmio nomes como Antunes (1913/14), Adão (1926/35), Laxixa (1937/40), Mário Carioca, Hélio, Prego (anos 40) e Hermes (1948/50).[126]
- No dia 17 de setembro de 1916, o Grêmio venceu a Seleção do Uruguai pelo placar de 2 a 1 no Estádio da Baixada.[127]
- A frase Com o Grêmio onde o Grêmio estiver. foi criada pelo falecido torcedor Salim Nigrii no ano de 1946. Um dos maiores fãs da história do Grêmio, portador de deficiência visual. Em sua casa, ele guardava uma placa recebida do clube como homenagem pela autoria da famosa frase que foi incorporada ao hino.[128]
- Em 1950, o Grêmio vai até o Rio de janeiro para jogar no Maracanã. É o primeiro time não carioca a jogar naquele estádio. E já deixou sua marca registrada, vencendo o Flamengo por 3 a 1.[129]
- Às 15 horas do dia 19 de setembro de 1954 começou o desfile de inauguração do Estádio Olímpico, que teve esse nome porque foi projetado para a prática de todos os esportes olímpicos. Era o maior estádio particular do Brasil. Em seguida, a partida inaugural: Grêmio 2 x 0 Nacional de Montevidéu.[130]
- No dia 25 de fevereiro de 1959 o Grêmio dava mais uma demonstração de força ao derrotar o Boca Junior pelo placar de 4 a 1 em pleno estádio de "La Bombonera", em Buenos Aires. Gessy Lima foi o grande nome do jogo anotando os 4 gols do tricolor, na primeira vitória de um Clube estrangeiro contra o Boca Juniors, no Estádio de La Bombonera.[131][132]
- Em 1963, o maior evento olímpico universitário do mundo, a Universíade de Verão foi realizado pela 1ª vez na América do Sul, em Porto Alegre, no Estádio Olímpico Monumental.[133]
- Em 1971, o Grêmio F.B.P.A. construiu o Pórtico dos Campeões, no Estádio Olímpico em comemoração ao Tricampeonato Mundial conquistado pela Seleção Brasileira, que tinha em sua formação o jogador Everaldo, único gaúcho a ser convocado para a Copa do Mundo de 1970.[134]
- Nestor Scotta, ex-jogador argentino do Grêmio, foi o autor do primeiro gol da história do Campeonato Brasileiro, na vitória no Tricolor Gaúcho sobre o São Paulo por 3 a 0, em 7 de agosto de 1971 no Morumbi.[8]
- A primeira partida de futebol transmitida a cores no Brasil foi Grêmio versus SER Caxias, em 1972, pela TV Difusora.[135]
- No ano de 1977, Yúra marcou o gol mais rápido da história dos Gre-Nais aos 14 segundos de jogo. O Internacional não chegou a tocar na bola. O Tricolor venceu a partida por 2 a 1.[136]
- O Tricolor jogou na neve, em Bento Gonçalves, contra o Esportivo, em 30 de maio de 1979,[137] na partida que ficou conhecida como o Jogo da Neve.[138][139]
- Já jogou três partidas oficiais em um único dia: em 11 de dezembro de 1994. Todas elas foram pelo Campeonato Gaúcho daquele ano. Os jogos disputados são os seguintes: Grêmio 0 a 0 Aimoré, Grêmio 4 a 3 Santa Cruz, Grêmio 1 a 0 Brasil de Pelotas.[8]
- Segundo maior vencedor da Copa do Brasil com 5 títulos, atrás apenas do Cruzeiro com 6 títulos.[140]
- Cedeu três jogadores para a Seleção Brasileira que foram campeões em Copas do Mundo. Em 1970, Everaldo foi tricampeão e em 2002, Ânderson Polga e Luizão foram pentacampeões.[141][142]
- Sebastián Saja tornou-se o primeiro goleiro a marcar um gol pelo Grêmio em competições oficiais. O feito ocorreu no dia 3 de novembro de 2007, no jogo entre Grêmio e Figueirense, válido pelo Campeonato Brasileiro, no Estádio Olímpico Monumental. Antes disso, o goleiro Nélson foi o primeiro da posição a marcar um gol, em uma partida amistosa contra o 24 de Maio, na inauguração do estádio do clube de Itaqui.[143]
- Primeiro da história do Campeonato Brasileiro, na fórmula de pontos corridos, a terminar a competição invicto em casa. O fato ocorreu em 2009.[25]
- Recordista em participações brasileiras na Taça Libertadores da América, são 20 participações junto ao São Paulo e ao Palmeiras.[144]
- Figurou entre os três clubes mais valiosos da América segundo a revista Forbes.[145]